# Prix Hugo
Pour les articles homonymes, voir Hugo.
Le prix Hugo (Hugo Award, officiellement intitulé Science Fiction Achievement Award jusqu'en 1992) est un prix littéraire américain créé en 1953 et décerné chaque année aux meilleures œuvres de science-fiction et de fantasy de l'année écoulée. Le nombre de catégories récompensées a évolué au fil du temps, à mesure que la science-fiction et la fantasy se sont étendues à de nouveaux médias tels que le cinéma, la télévision et le jeu vidéo. Les lauréats sont élus par un collège de fans membres de la World Science Fiction Society et reçoivent leur trophée en forme de fusée lors de la World Science Fiction Convention (Worldcon) annuelle. Le nom du prix rend hommage à Hugo Gernsback, fondateur d'un des premiers magazines de science-fiction américains, Amazing Stories, créé en 1926.
Le prix Hugo est considéré comme l'une des récompenses les plus prestigieuses pour la science-fiction et la fantasy. Si la compétition est ouverte aux œuvres du monde entier, ce sont cependant presque toujours des œuvres de langue anglaise sorties aux États-Unis qui sont récompensées.
En plus des prix Hugo, des prix Retro Hugos sont remis rétrospectivement lors d'une convention se tenant 50, 75 ou 100 ans après une convention n'ayant pas décerné de prix Hugo. Le prix Astounding du meilleur nouvel écrivain (appelé prix John-Wood-Campbell du meilleur nouvel écrivain jusqu'en 2019) ainsi que, depuis 2018, le prix Lodestar du meilleur livre pour jeunes adultes, sont remis lors de la cérémonie des prix Hugo même s'ils n'en sont pas officiellement partie.

## Historique
La première convention mondiale de science-fiction, la World Science Fiction Convention (Worldcon), a lieu le 4 juillet 1939 à New York. Mais il faut attendre la 11e convention se tenant à Philadelphie en 1953 pour qu'un prix soit officiellement décerné pour la première fois. Après que la 12e convention a décidé de ne pas donner de prix en 1954, la remise de prix devient définitivement partie intégrante de la Worldcon à partir de la 13e convention organisée à Cleveland en 1955. Si le prix est officiellement nommé Annual Science Fiction Achievement Award, il est surnommé par tous « prix Hugo », en hommage au premier éditeur d'un magazine de science-fiction, Hugo Gernsback. Ce surnom finira par devenir son nom officiel en 1992,,.
Les lauréats sont désignés par un collège de fans de science-fiction et de fantasy avec pour système de vote un scrutin uninominal majoritaire à un tour. Par la suite, de nouvelles règles de vote sont mises en place avec l'instauration de deux tours en 1959 et l'obligation d'être adhérent à la World Science Fiction Society (WSFS) en 1963. Une constitution est adoptée cette même année.
En 1967, les catégories meilleur écrivain amateur et meilleur artiste amateurs sont ajoutées, puis l'année suivante la catégorie meilleur roman court. En 1972, le prix du meilleur magazine est remplacé par celui du meilleur éditeur professionnel. En 1980, la catégorie du meilleur livre non-fictif ou apparenté est ajoutée, suivi par celle du meilleur magazine semi-professionnel en 1984.
En 1983, les membres de l'Église de Scientologie sont encouragés à voter pour le roman Terre champ de bataille par L. Ron Hubbard, fondateur de la Scientologie. Mais la campagne échoue, le roman ne faisant pas partie des nommés. L'opération est répétée en 1987 pour le roman Mission Terre de Hubbard avec cette fois plus de succès, mais il ne reçoit pas le prix.
En 1996, le prix Retro Hugo est créé pour récompenser des œuvres publiées 50, 75 ou 100 ans auparavant, lorsqu'une World Science Fiction Convention a eu lieu mais qu'aucun prix Hugo n'y a été décerné.
Si les statuts de la World Science Fiction Society autorisent expressément les œuvres de fantasy à concourir pour les prix Hugo, dans les faits, jusque dans les années 2000, la majeure partie des prix ont été remportés par des œuvres de science-fiction. Ainsi, en 2001, lorsque le roman de fantasy Harry Potter et la Coupe de feu écrit par J. K. Rowling remporte le prestigieux prix du meilleur roman, une partie de la communauté fait part de son fort mécontentement,. Depuis, d'autres œuvres de fantasy ont remporté le prix avec moins de controverses, comme American Gods par Neil Gaiman en 2002, Paladin des âmes par Lois McMaster Bujold en 2004 et Jonathan Strange et Mr Norrell par Susanna Clarke en 2005. Une autre controverse éclate en 2004 lorsque le prix de la meilleure présentation dramatique (format court) est donné à une animation de Gollum aux MTV Movie Awards face à des épisodes de séries télévisées plus classiques.
En 2003, le prix de la meilleure présentation dramatique est divisé en deux catégories : format long et format court. En 2007, le prix du meilleur éditeur connaît le même sort. En 2009, le prix de la meilleure histoire graphique fait son apparition en tant que catégorie additionnelle avant de devenir permanent en 2012. En 2012, c'est le prix du meilleur podcast amateur qui est créé avant d'être pérennisé dans les années suivantes.
En 2015, le prix Hugo se retrouve menacé par les actions de deux groupes américains de l'Alt-Right et extrême droite : les néo-conservateurs Sad Puppies (chiots tristes) et les suprémacistes blancs Rabid Puppies (chiots enragés).
Au terme d'une campagne de votes concertés, ces derniers parviennent à faire intégrer dans les sélections finales de plusieurs catégories des auteurs jugés conformes à leur vision de la science-fiction tels que Brad R. Torgersen (en) et Theodore Beale (en). Theodore Beale, alias Vox Day est également bien connu pour son implication dans le Gamergate. Il dirige une collection chez Castalia House, et réussit à placer onze romans dans la liste des sélections finales du prix Hugo de 2014. Cet événement met en lumière un clivage dans les évolutions politiques du monde de la science-fiction, entre une vision traditionnelle conservatrice, incarnée par le space opera militariste et sexiste, et une vision actuelle plus progressiste. Finalement, à la suite d'une très forte mobilisation en réaction à ce qui est appelé le Puppygate (une augmentation de la participation de près de 60 % par rapport à 2014), aucun des nommés soutenus par les Puppies n'obtient de prix,,.
La manœuvre a pour autant des conséquences sur le nombre de femmes nommées au prix Hugo. Elles constituaient près de 40% en 2011, 2013 et 2013 des nommées, mais en 2014 le pourcentage baisse à 20 % à la suite de ce qui est appelé SadPuppyGate, le pourcentage le plus bas depuis 2009.
Afin d'empêcher un petit groupe bien organisé d'influencer les nominations du prix, comme les Puppies en 2015, la World Science Fiction Society qui organise le prix Hugo décide de modifier le système de vote. Les nouvelles règles sont proposées en 2015, ratifiées en 2016 et appliquées pour la première fois en 2017. Le nouveau système, surnommé « E Pluribus Hugo », est basé sur le vote alternatif,.
En 2017, le prix de la meilleure série littéraire est créée comme catégorie additionnelle avant de devenir permanente l'année suivante.
En 2021, un prix du meilleur jeu vidéo est décerné. En raison de la pandémie de Covid-19 qui a conduit la majeure partie de la population mondiale à rester chez elle pour empêcher la propagation du virus, les jeux vidéo sont devenus une pratique courante et les organisateurs ont choisi de les reconnaître en 2021 mais sans pour l'instant aller au-delà. Le comité d'organisation prévoit de se concerter pour décider si une telle catégorie doit être pérénisée. La catégorie de prix est finalement créée de manière permanente à partir de 2024.
L'édition 2023, qui s'est déroulée en Chine, à Chengdu, est émaillée de soupçons de censures politiques. Ces suspicions sont ensuite confirmées par la fuite d'emails et de documents orchestrée par Diane Lacey, membre de l'équipe administrative du prix,.

## Processus de vote

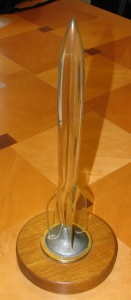
Trophée du Hugo Awards

Sont éligibles au prix Hugo les œuvres de science-fiction, de fantasy et d'horreur publiées pour la première fois dans l'année précédant la cérémonie (c'est-à-dire au cours de l'année 2017 pour la cérémonie de 2018). Elles sont éligibles quels que soient leur langue, leur pays d'origine, leur format (papier ou électronique pour les romans) et leur type de distribution (maison d'édition ou autopublication pour les romans). Cependant, puisqu'une grande majorité des votants est anglophone, les œuvres publiées dans une autre langue sont de nouveau éligibles après leur première traduction en anglais. De la même manière, puisqu'une majorité des votants sont américains, les œuvres publiées à l'étranger sont de nouveau éligibles après leur première publication aux États-Unis, à condition qu'elles n'aient pas déjà été nommées auparavant,.
Les votants au prix Hugo sont les membres de la World Science Fiction Society (WSFS), la société organisatrice de la World Science Fiction Convention. Le fait que l'adhésion, ouverte à tous, soit payante (une quarantaine d'euros en 2016) permet de s'assurer dans une certaine mesure que seuls les véritables amateurs de science-fiction ou de fantasy votent, en limitant l'accès aux personnes extérieures menant des campagnes de votes de connivence.
Le processus de nomination est surnommé « E Pluribus Hugo » (De plusieurs, un Hugo). Pour chaque catégorie, les votants proposent une liste de cinq candidats maximum entre janvier et mars. Un seul point est alors divisé équitablement entre les candidats de la liste. Tous les candidats proposés par les votants sont ensuite classés en fonction du nombre de points obtenus. Les deux candidats ayant le moins de points sont comparés : celui qui a été proposé le moins de fois est éliminé de toutes les listes des votants. Le processus est alors répété avec les candidats restants autant de fois nécessaire jusqu'à obtenir six finalistes. Ces derniers, s'ils l'acceptent, sont révélés au public en avril et deviennent les nommés au prix Hugo,,.
Le processus de vote est basé sur le système du vote alternatif avec pour objectif de trouver le candidat qui fait le plus consensus parmi les votants. Pour chaque catégorie, les votants classent les six nommés par ordre de préférence avant juillet. Il est possible de classer « Pas de récompense » si l'on pense que tout ou partie des nommés ne méritent pas de recevoir le prix Hugo. On compte le nombre de fois où chaque nommé est classé premier de la liste. Si l'un d'eux obtient la majorité des voix, il est élu ; sinon, on supprime des listes le nommé qui a recueilli le moins de voix. On rajoute ensuite au précédent comptage le second choix des listes où le nommé éliminé était classé premier. Le processus est répété autant de fois nécessaire jusqu'à ce qu'un nommé obtienne la majorité des voix. Finalement, on vérifie que plus de votants ont placé le nommé arrivé en tête avant « Pas de récompense » que l'inverse pour pouvoir le désigner comme vainqueur. Le même processus est utilisé pour déterminer les places suivantes.

## Catégories de récompenses

### Récompenses actuelles
La World Science Fiction Convention décerne chaque année des prix Hugo dans dix-sept catégories,.
- Meilleur roman (Best Novel) – depuis 1953
- Meilleur roman court (Best Novella) – depuis 1968
- Meilleure nouvelle longue (Best Novelette) – depuis 1955
- Meilleure nouvelle courte (Best Short Story) – depuis 1955
- Meilleure série littéraire (Best Series) – depuis 2017
- Meilleur livre non-fictif ou apparenté (Best Related Work) – depuis 1980
- Meilleure histoire graphique (Best Graphic Story) – depuis 2009
- Meilleure présentation dramatique - Format long (Best Dramatic Presentation - Long form) – depuis 2003
- Meilleure présentation dramatique - Format court (Best Dramatic Presentation - Short form) – depuis 2003
- Meilleur jeu vidéo ou œuvre interactive – depuis 2024
- Meilleur éditeur - Format long (Best Editor - Long form) – depuis 2007
- Meilleur éditeur - Format court (Best Editor - Short form) – depuis 2007
- Meilleur artiste professionnel (Best Professional Artist) – depuis 1955
- Meilleur magazine semi-professionnel (Best Semiprozine) – depuis 1984
- Meilleur magazine amateur (Best Fanzine) – depuis 1955
- Meilleur écrivain amateur (Best Fan Writer) – depuis 1967
- Meilleur artiste amateur (Best Fan Artist) – depuis 1967
- Meilleur podcast amateur (Best Fancast) – depuis 2012

Chaque année, la World Science Fiction Convention peut également remettre un prix Hugo additionnel. D'autres récompenses sont décernées lors de la cérémonie des prix Hugo mais ne sont pas considérés comme tels : le prix Astounding du meilleur nouvel écrivain (appelé prix John-Wood-Campbell du meilleur nouvel écrivain jusqu'en 2019) remis chaque année depuis 1973, le prix Lodestar du meilleur livre pour jeunes adultes remis chaque année depuis 2018 même s'il n'a prix son véritable nom qu'en 2019, et le prix spécial (Special Award) remis irrégulièrement par le comité d'organisation,.

### Récompenses passées
Plusieurs catégories ont été soit supprimées soit divisées en plusieurs nouvelles catégories : meilleure présentation dramatique (Best Dramatic Presentation) de 1958 à 2002, meilleur éditeur professionnel (Best Professional Editor) de 1973 à 2006, meilleur magazine (Best Magazine) de 1953 à 1972, et meilleur travail artistique (Best Original Artwork) de 1992 à 1996.
D'autres catégories n'ont existé que le temps d'une cérémonie : meilleur illustrateur (Best Interior Illustrator) en 1953, meilleur artiste de couverture (Best Cover Artist) en 1953, meilleur fan (#1 Fan Personality) en 1953, meilleur article factuel (Excellence in Fact Articles) en 1953, meilleur nouvel artiste (Best New Author) en 1953 et 1956, meilleur écrivain de magazine (Best Feature Writer) en 1956, meilleur critique littéraire (Best Book Reviewer) en 1956, meilleur magazine professionnel américain (Best American Professional Magazine) et meilleur magazine professionnel britannique (Best British Professional Magazine) en 1957, meilleur fan (Outstanding Actifan) en 1958, meilleur publicateur (Best Publisher) en 1964 et 1965, meilleure série de tous les temps (Best All-time Series) en 1966, et meilleur site web (Best Web Site) en 2002 et 2005.

## Liste des cérémonies

### Prix Hugo
La cérémonie des prix Hugo se déroule chaque année lors de la convention annuelle de science-fiction World Science Fiction Convention. Cette dernière a lieu vers la fin du mois d'août dans une ville des États-Unis différente chaque année. Parfois, la convention se délocalise à l'étranger comme au Royaume-Uni, en Allemagne, au Canada, en Australie, aux Pays-Bas, au Japon, en Finlande, en Irlande ou en Nouvelle-Zélande.
| Édition | Date                          | Convention Worldcon             | Lieu                | Lieu             | Maître de cérémonie                         |
| ------- | ----------------------------- | ------------------------------- | ------------------- | ---------------- | ------------------------------------------- |
| 1re     | 5 au 7 septembre 1953         | Philcon II                      | Philadelphie        | États-Unis       | Isaac Asimov                                |
| 2e      | 2 au 5 septembre 1955         | Clevention                      | Cleveland           | États-Unis       | Anthony Boucher                             |
| 3e      | 31 août au 3 septembre 1956   | NyCon II                        | New York            | États-Unis       | Robert Bloch                                |
| 4e      | 6 au 9 septembre 1957         | Loncon I                        | Londres             | Royaume-Uni      | John Wyndham                                |
| 5e      | 29 août au 1er septembre 1958 | Solacon                         | South Gate          | États-Unis       | Anthony Boucher                             |
| 6e      | 4 au 7 septembre 1959         | Detention                       | Détroit             | États-Unis       | Isaac Asimov et Robert Bloch                |
| 7e      | 3 au 5 septembre 1960         | Pittcon                         | Pittsburgh          | États-Unis       | Isaac Asimov                                |
| 8e      | 2 au 4 septembre 1961         | Seacon                          | Seattle             | États-Unis       | Harlan Ellison                              |
| 9e      | 31 août au 3 septembre 1962   | Chicon III                      | Chicago             | États-Unis       | Wilson Tucker                               |
| 10e     | 31 août au 3 septembre 1963   | Discon I                        | Washington          | États-Unis       | Isaac Asimov                                |
| 11e     | 4 au 7 septembre 1964         | Pacificon II                    | Oakland             | États-Unis       | Anthony Boucher                             |
| 12e     | 27 au 30 août 1965            | Loncon II                       | Londres             | Royaume-Uni      | Tom Boardman                                |
| 13e     | 1er au 5 septembre 1966       | Tricon                          | Cleveland           | États-Unis       | Isaac Asimov                                |
| 14e     | 31 août au 4 septembre 1967   | NyCon 3                         | New York            | États-Unis       | Harlan Ellison                              |
| 15e     | 29 août au 2 septembre 1968   | Baycon                          | Oakland             | États-Unis       | Robert Silverberg                           |
| 16e     | 28 août au 1er septembre 1969 | St. Louiscon                    | Saint-Louis         | États-Unis       | Harlan Ellison                              |
| 17e     | 20 au 24 août 1970            | Heicon '70                      | Heidelberg          | Allemagne        | John Brunner                                |
| 18e     | 2 au 6 septembre 1971         | Noreascon I                     | Boston              | États-Unis       | Robert Silverberg                           |
| 19e     | 1er au 4 septembre 1972       | L.A.con I                       | Los Angeles         | États-Unis       | Robert Bloch                                |
| 20e     | 31 août au 3 septembre 1973   | Torcon II                       | Toronto             | Canada           | Lester del Rey                              |
| 21e     | 29 août au 2 septembre 1974   | Discon II                       | Washington          | États-Unis       | Andrew J. Offutt                            |
| 22e     | 14 au 17 août 1975            | Aussiecon One                   | Melbourne           | Australie        | John Bangsund (en)                          |
| 23e     | 2 au 6 septembre 1976         | MidAmeriCon                     | Kansas City         | États-Unis       | Wilson Tucker                               |
| 24e     | 2 au 5 septembre 1977         | SunCon                          | Miami Beach         | États-Unis       | Robert Silverberg                           |
| 25e     | 30 août au 4 septembre 1978   | IguanaCon II                    | Phoenix             | États-Unis       | Francis Busby                               |
| 26e     | 23 août au 26 août 1979       | Seacon '79                      | Brighton            | Royaume-Uni      | Bob Shaw                                    |
| 27e     | 29 août au 1er septembre 1980 | Noreascon Two                   | Boston              | États-Unis       | Robert Silverberg                           |
| 28e     | 3 au 7 septembre 1981         | Denvention Two                  | Denver              | États-Unis       | Edward Bryant                               |
| 29e     | 2 au 6 septembre 1982         | Chicon IV                       | Chicago             | États-Unis       | Marta Randall                               |
| 30e     | 1er au 5 septembre 1983       | ConStellation                   | Baltimore           | États-Unis       | Jack L. Chalker                             |
| 31e     | 30 août au 3 septembre 1984   | L.A.con II                      | Anaheim             | États-Unis       | Robert Bloch                                |
| 32e     | 22 au 25 août 1985            | Aussiecon Two                   | Melbourne           | Australie        | Marc Ortleib                                |
| 33e     | 28 août au 1er septembre 1986 | ConFederation                   | Atlanta             | États-Unis       | Bob Shaw                                    |
| 34e     | 27 août au 1er septembre 1987 | Conspiracy '87                  | Brighton            | Royaume-Uni      | Brian Aldiss                                |
| 35e     | 1er au 5 septembre 1988       | Nolacon II                      | La Nouvelle-Orléans | États-Unis       | Mike Resnick                                |
| 36e     | 31 août au 4 septembre 1989   | Noreascon 3                     | Boston              | États-Unis       | Frederik Pohl                               |
| 37e     | 23 au 27 août 1990            | ConFiction                      | La Haye             | Pays-Bas         | Chelsea Quinn Yarbro                        |
| 38e     | 29 août au 2 septembre 1991   | Chicon V                        | Chicago             | États-Unis       | Marta Randall                               |
| 39e     | 3 au 7 septembre 1992         | MagiCon                         | Orlando             | États-Unis       | Spider Robinson                             |
| 40e     | 2 au 6 septembre 1993         | ConFrancisco                    | San Francisco       | États-Unis       | Guy Gavriel Kay                             |
| 41e     | 1er au 5 septembre 1994       | ConAdian                        | Winnipeg            | Canada           | Barry B. Longyear                           |
| 42e     | 24 au 28 août 1995            | Intersection                    | Glasgow             | Royaume-Uni      | Diane Duane et Peter Morwood (en)           |
| 43e     | 29 août au 2 septembre 1996   | L.A.con III                     | Anaheim             | États-Unis       | Connie Willis                               |
| 44e     | 28 août au 1er septembre 1997 | LoneStarCon 2                   | San Antonio         | États-Unis       | Neal Barrett Jr. (en)                       |
| 45e     | 5 au 9 août 1998              | BucConeer                       | Baltimore           | États-Unis       | Charles Sheffield                           |
| 46e     | 2 au 6 septembre 1999         | Aussiecon Three                 | Melbourne           | Australie        | Michael Jordan                              |
| 47e     | 31 août au 4 septembre 2000   | Chicon 2000                     | Chicago             | États-Unis       | Harry Turtledove                            |
| 48e     | 30 août au 3 septembre 2001   | Millennium Philcon              | Philadelphie        | États-Unis       | Esther Friesner                             |
| 49e     | 29 août au 2 septembre 2002   | ConJosé                         | San José            | États-Unis       | Tad Williams                                |
| 50e     | 28 août au 1er septembre 2003 | Torcon 3                        | Toronto             | Canada           | Spider Robinson                             |
| 51e     | 2 au 6 septembre 2004         | Noreascon 4                     | Boston              | États-Unis       | Neil Gaiman                                 |
| 52e     | 4 au 8 août 2005              | Interaction                     | Glasgow             | Royaume-Uni      | Paul J. McAuley et Kim Newman               |
| 53e     | 23 au 27 août 2006            | L.A.con IV                      | Anaheim             | États-Unis       | Connie Willis                               |
| 54e     | 30 août au 3 septembre 2007   | Nippon 2007                     | Yokohama            | Japon            | George Takei et Nozomi Ohmori               |
| 55e     | 6 au 10 août 2008             | Denvention 3                    | Denver              | États-Unis       | Wil McCarthy                                |
| 56e     | 6 au 10 août 2009             | Anticipation                    | Montréal            | Canada           | Julie Czerneda (en)                         |
| 57e     | 2 au 6 septembre 2010         | Aussiecon Four                  | Melbourne           | Australie        | Garth Nix                                   |
| 58e     | 17 au 21 août 2011            | Renovation                      | Reno                | États-Unis       | Jay Lake et Ken Scholes                     |
| 59e     | 30 août au 3 septembre 2012   | Chicon 7                        | Chicago             | États-Unis       | John Scalzi                                 |
| 60e     | 29 août au 2 septembre 2013   | LoneStarCon 3                   | San Antonio         | États-Unis       | Paul Cornell                                |
| 61e     | 14 au 18 août 2014            | Loncon 3                        | Londres             | Royaume-Uni      | Justina Robson et Geoff Ryman               |
| 62e     | 19 au 23 août 2015            | Sasquan                         | Spokane             | États-Unis       | David Gerrold et Tananarive Due             |
| 63e     | 17 au 21 août 2016            | MidAmeriCon II                  | Kansas City         | États-Unis       | Pat Cadigan                                 |
| 64e     | 9 au 13 août 2017             | Worldcon 75                     | Helsinki            | Finlande         | Karen Lord                                  |
| 65e     | 16 au 20 août 2018            | Worldcon 76 in San Jose         | San José            | États-Unis       | John Picacio (en)                           |
| 66e     | 15 au 19 août 2019            | Dublin 2019 - An Irish Worldcon | Dublin              | Irlande          | Afua Richardson et Michael Scott            |
| 67e     | 29 juillet au 2 août 2020     | CoNZealand                      | Wellington          | Nouvelle-Zélande | George R. R. Martin                         |
| 68e     | 15 au 19 décembre 2021        | Discon III                      | Washington          | États-Unis       | Sheree Renée Thomas et Andrea Hairston (en) |
| 69e     | 1er au 5 septembre 2022       | Chicon 8                        | Chicago             | États-Unis       | Annalee Newitz et Charlie Jane Anders       |
| 70e     | 16 au 20 août 2023            | Chengdu Worldcon 81st           | Chengdu             | Chine            | Zhou Weiyi, Yuan Li, Li Bo                  |
| 71e     | 8 au 12 août 2024             | Glasgow 2024                    | Glasgow             | Écosse           | /                                           |
| 72e     | 13 au 17 août 2025            | Seattle Worldcon 2025           | Seattle             | États-Unis       |                                             |

### Retro Hugo
Les Retro Hugo sont des récompenses remises 50, 75 ou 100 ans après une World Science Fiction Convention lors de laquelle aucun prix Hugo n'a été décerné. La cérémonie des Retro Hugo se déroule lors de la même convention que la cérémonie des prix Hugo de l'année.
| Édition | Date               | Convention Worldcon             | Lieu         | Lieu             | Maître de cérémonie                          |
| ------- | ------------------ | ------------------------------- | ------------ | ---------------- | -------------------------------------------- |
| 1939    | 14 août 2014       | Loncon 3                        | Londres      | Royaume-Uni      | Mary Robinette Kowal et Robert Shearman (en) |
| 1941    | 18 août 2016       | MidAmeriCon II                  | Kansas City  | États-Unis       | Mariss Pelot et Kevin Roche                  |
| 1943    | 16 août 2018       | Worldcon 76 in San Jose         | San José     | États-Unis       | -                                            |
| 1944    | 15 août 2019       | Dublin 2019 - An Irish Worldcon | Dublin       | Irlande          | -                                            |
| 1945    | 2 août 2020        | CoNZealand                      | Wellington   | Nouvelle-Zélande | -                                            |
| 1946    | 1er septembre 1996 | L.A. Con III                    | Anaheim      | États-Unis       | -                                            |
| 1951    | 2 septembre 2001   | Millennium Philcon              | Philadelphie | États-Unis       | -                                            |
| 1954    | 4 septembre 2004   | Noreascon 4                     | Boston       | États-Unis       | Bob Eggleton et Peter Weston                 |

## Trophée
Le trophée représente une fusée stylisée à quatre ailettes posée sur un socle. La fusée est constituée d'un alliage de zinc et d'aluminium, recouvert d'une couche de cuivre, d'une couche de nickel et enfin d'une couche de chrome. Elle est haute de 33 cm, large de 6 cm et a une masse de 1,4 kg. Son design actuel est l'œuvre de Peter Weston qui a redessiné en 1984 la forme originale créée par Jack McKnight et Ben Jason en 1953. Ces derniers s'étaient inspirés des bouchons de radiateur des voitures américaines. La fusée a été fabriquée selon divers processus au cours des années, mais depuis 1984 elle est réalisée par Peter Weston avec le procédé du moulage en coquille par gravité,,.
Si le design de la fusée est le même depuis 1984, celui du socle varie chaque année. Le comité d'organisation de la World Science Fiction Convention décide de sa forme, allant des plus simples formes géométriques aux plus travaillées représentant des scènes de science-fiction. Par exemple, en 1992, la base comporte des pièces d'un portique du centre spatial Kennedy de la NASA, et en 1994, elle contient des pièces d'une fusée spatiale canadienne qui est allée dans l'espace,.

## Liste des lauréats
Sauf indication contraire ou complémentaire, les informations mentionnées dans cette section proviennent du site officiel du prix Hugo et de la Science Fiction Awards Database.

### Années 1930

#### 1939
Les prix ont été décernés en 2014 dans le cadre des prix Retro Hugo.
- Roman : L'Épée dans la pierre (The Sword in the Stone) par T. H. White
- Roman court : La Chose (Who Goes There?) par John W. Campbell (sous le nom de Don A. Stuart)
- Nouvelle longue : Rule 18 (en) (Rule 18) par Clifford D. Simak
- Nouvelle courte : Comment nous sommes allés sur Mars (en) (How We Went to Mars) par Arthur C. Clarke
- Présentation dramatique : La Guerre des mondes (The War of the Worlds), dramatique radio écrite et racontée par Orson Welles, adaptation du roman homonyme de H. G. Wells
- Éditeur professionnel : John W. Campbell
- Artiste professionnel : Virgil Finlay
- Magazine amateur : Imagination!, édité par Forrest J. Ackerman, Morojo et T. Bruce Yerke
- Écrivain amateur : Ray Bradbury
- Prix spécial : Jerry Siegel et Joe Shuster, créateurs de Superman

### Années 1940
| Sommaire : | - Haut - 1941 - 1943 - 1944 - 1945 - 1946 |

#### 1941
Les prix ont été décernés en 2016 dans le cadre des prix Retro Hugo.
- Roman : À la poursuite des Slans (Slan) par A. E. van Vogt
- Roman court : Si ça arrivait (If This Goes On…) par Robert A. Heinlein
- Nouvelle longue : Les routes doivent rouler (The Roads Must Roll) par Robert A. Heinlein
- Nouvelle courte : Robbie (Robbie) par Isaac Asimov
- Histoire graphique Batman #1, créé par Bob Kane et Bill Finger
- Présentation dramatique (format long) : Fantasia des studios Disney
- Présentation dramatique (format court) : Pinocchio des studios Disney
- Éditeur (format court) : John W. Campbell
- Éditeur (format long) : prix non décerné
- Artiste professionnel : Virgil Finlay
- Magazine amateur : Futuria Fantasia (en), édité par Ray Bradbury
- Écrivain amateur : Ray Bradbury

#### 1943
Les prix ont été décernés en 2018 dans le cadre des prix Retro Hugo.
- Roman : L'Enfant de la science (Beyond This Horizon) par Robert A. Heinlein (sous le nom de Anson McDonald)
- Roman court : Waldo (Waldo) par Robert A. Heinlein (sous le nom d'Anson MacDonald)
- Nouvelle longue : Les Encyclopédistes (Foundation) par Isaac Asimov
- Nouvelle courte : Le Twonky (The Twonky) par Catherine Lucille Moore et Henry Kuttner (sous le nom de Lewis Padgett)
- Histoire graphique : prix non décerné
- Présentation dramatique (format long) : prix non décerné
- Présentation dramatique (format court) : Bambi, réalisé par David D. Hand, écrit par Perce Pearce et Larry Morey, adaptation du roman de Felix Salten
- Éditeur (format court) : John W. Campbell
- Éditeur (format long) : prix non décerné
- Artiste professionnel : Virgil Finlay
- Magazine amateur : Le Zombie (en), édité par Wilson Tucker
- Écrivain amateur : Forrest J. Ackerman

#### 1944
Les prix ont été décernés en 2019 dans le cadre des prix Retro Hugo.
- Roman : Ballet de sorcières (Conjure Wife) par Fritz Leiber
- Roman court : Le Petit Prince (The Little Prince) par Antoine de Saint-Exupéry
- Nouvelle longue : Tout smouales étaient les Borogoves (Mimsy Were the Borogoves) par Henry Kuttner et Catherine Lucille Moore (sous le nom de Lewis Padgett)
- Nouvelle courte : King of the Gray Spaces (AKA R is for Rocket) par Ray Bradbury
- Histoire graphique : Wonder Woman #5: Battle for Womanhood, écrit par William Marsden, dessiné par H. G. Peter
- Présentation dramatique (format long) : Le ciel peut attendre (Heaven Can Wait), réalisé par Ernst Lubitsch, écrit par Leslie Bush-Fekete et Samson Raphaelson
- Présentation dramatique (format court) : Frankenstein rencontre le loup-garou (Frankenstein Meets the Wolfman), réalisé par Roy William Neill, écrit par Curt Siodmak
- Éditeur (format court) : John W. Campbell
- Artiste professionnel : Virgil Finlay
- Magazine amateur : Le Zombie (en), édité par Wilson Tucker
- Écrivain amateur : Forrest J. Ackerman

#### 1945
Les prix ont été décernés en 2020 dans le cadre des prix Retro Hugo.
- Roman : Shadow Over Mars (en) par Leigh Brackett
- Roman court : Killdozer (Killdozer!) par Theodore Sturgeon
- Nouvelle longue : La Ville (City) par Clifford D. Simak
- Nouvelle courte : I, Rocket par Ray Bradbury
- Série littéraire : Mythe de Cthulhu (Cthulhu Mythos) par H. P. Lovecraft, August Derleth et autres
- Histoire graphique : Superman : « The Mysterious Mr. Mxyztplk » – écrit par Jerry Siegel, dessiné par Joe Shuster
- Livre non-fictif ou apparenté : The Science-Fiction Field par Leigh Brackett
- Présentation dramatique (format long) : prix non décerné
- Présentation dramatique (format court) : Le Fantôme de Canterville (The Canterville Ghost), réalisé par Jules Dassin et Norman Z. McLeod, écrit par Edwin Blum et La Malédiction des hommes-chats (The Curse of the Cat People), réalisé par Gunther von Fritsch et Robert Wise, écrit par DeWitt Bodeen (en) (ex æquo)
- Éditeur (format court) : John W. Campbell
- Artiste professionnel : Margaret Brundage
- Magazine amateur : Voice of the Imagi-Nation, édité par Forrest J. Ackerman
- Écrivain amateur : Fritz Leiber

#### 1946
Les prix ont été décernés en 1996 dans le cadre des prix Retro Hugo.
- Roman : Le Mulet (The Mule) par Isaac Asimov
- Roman court : La Ferme des animaux (Animal Farm) par George Orwell
- Nouvelle longue : Premier Contact (en) (First Contact) par Murray Leinster
- Nouvelle courte : Le Septième Sens (Uncommon Sense) par Hal Clement
- Présentation dramatique : Le Portrait de Dorian Gray, écrit et réalisé par Albert Lewin, adaptation du roman homonyme d'Oscar Wilde
- Éditeur professionnel : John W. Campbell
- Artiste professionnel : Virgil Finlay
- Magazine amateur : Voice of the Imagi-Nation, édité par Forrest J. Ackerman
- Écrivain amateur : Forrest J. Ackerman
- Artiste amateur : William Rotsler

### Années 1950
| Sommaire : | - Haut - 1951 - 1953 - 1954 - 1955 - 1956 - 1957 - 1958 - 1959 |

#### 1951
Les prix ont été décernés en 2001 dans le cadre des prix Retro Hugo.
- Roman : Pommiers dans le ciel (Farmer in the Sky) par Robert A. Heinlein
- Roman court : L'Homme qui vendit la Lune (The Man Who Sold the Moon) par Robert A. Heinlein
- Nouvelle longue : La Petite Sacoche noire (The Little Black Bag) par Cyril M. Kornbluth
- Nouvelle courte : Pour servir l'homme (To Serve Man) par Damon Knight
- Livre non-fictif ou apparenté : prix non décerné
- Présentation dramatique : Destination... Lune ! (Destination Moon), réalisé par Irving Pichel, écrit par Alford Van Ronkel, James O'Hanlon et Robert A. Heinlein, adaptation du roman Rocket Ship Galileo (en) par Robert A. Heinlein
- Éditeur professionnel : John W. Campbell
- Artiste professionnel : Frank Kelly Freas
- Magazine semi-professionnel : prix non décerné
- Magazine amateur : Science Fiction Newsletter, édité par Wilson "Bob" Tucker
- Écrivain amateur : Robert Silverberg
- Artiste amateur : Jack Gaughan (en)

#### 1953
- Roman : L'Homme démoli (The Demolished Man) par Alfred Bester
- Magazine professionnel : Galaxy Science Fiction édité par H. L. Gold et Astounding Science-Fiction édité par John W. Campbell (ex æquo)
- Artiste de couverture : Ed Emshwiller et Hannes Bok (en) (ex æquo)
- Artiste d'intérieur : Virgil Finlay
- Excellence dans les articles de fans : Willy Ley
- Nouvel auteur ou artiste de SF : Philip José Farmer
- Fan numéro 1 d'une personnalité : Forrest J. Ackerman

#### 1954
Les prix ont été décernés en 2004 dans le cadre des prix Retro Hugo.
- Roman : Fahrenheit 451 (Fahrenheit 451) par Ray Bradbury
- Roman court : Un cas de conscience (A Case of Conscience) par James Blish
- Nouvelle longue : La Terre est une idée (en) (Earthman, Come Home) par James Blish
- Nouvelle courte : Les Neuf Milliards de noms de Dieu (The Nine Billion Names of God) par Arthur C. Clarke
- Livre non-fictif ou apparenté : Conquest of the Moon par Wernher von Braun, Fred Lawrence Whipple et Willy Ley
- Présentation dramatique (format long) : prix non décerné
- Présentation dramatique (format court) : La Guerre des mondes (The War of the Worlds), réalisé par Byron Haskin, écrit par Barré Lyndon, adaptation du roman homonyme de H. G. Wells
- Éditeur professionnel : John W. Campbell
- Artiste professionnel : Chesley Bonestell
- Magazine semi-professionnel : prix non décerné
- Magazine amateur : Slant, édité par Walt Willis (en) et James White
- Écrivain amateur : Wilson "Bob" Tucker

#### 1955
- Roman : They'd Rather Be Right par Mark Clifton et Frank Riley
- Nouvelle longue : L'Intrus (en) (The Darfsteller) par Walter M. Miller
- Nouvelle courte : Allamagoosa (en) (Allamagoosa) par Eric Frank Russell
- Magazine professionnel : Astounding Science-Fiction, édité par John W. Campbell
- Artiste : Frank Kelly Freas
- Magazine amateur : Fantasy Times, édité par James V. Taurasi, Sr. et Ray Van Houten
- Prix spécial : Sam Moskowitz (en) comme « Invité mystère » et pour son travail sur les conventions précédentes
- Prix spécial : Lou Tabakow, pour Best Unpublished Story

#### 1956
- Roman : Double Étoile (Double star) par Robert A. Heinlein
- Nouvelle longue : Les Meilleurs Amis de l'homme (en) (Exploration Team) par Murray Leinster
- Nouvelle courte : L'Étoile (en) (The Star) par Arthur C. Clarke
- Magazine : Astounding Science-Fiction, édité par John W. Campbell
- Artiste professionnel : Frank Kelly Freas
- Magazine amateur : Inside and Science Fiction Advertiser, édité par Ron Smith
- Écrivain d'articles : Willy Ley
- Critique de livres : Damon Knight
- Nouvel auteur le plus prometteur : Robert Silverberg

#### 1957
- Magazine professionnel américain : Astounding Science-Fiction, édité par John W. Campbell
- Magazine professionnel britannique : New Worlds, édité par John Carnell
- Magazine amateur : Science-Fiction Times, édité par James V. Taurasi, Sr., Ray Van Houten et Frank Prieto, Jr.

#### 1958
- Roman ou nouvelle longue : La Guerre des modifications (The Big Time) par Fritz Leiber
- Nouvelle courte : Et si les huîtres... (en) (Or All the Seas with Oysters) par Avram Davidson
- Film exceptionnel : L'Homme qui rétrécit (The Incredible Shrinking Man), réalisé par Jack Arnold, écrit par Richard Matheson, adaptation du roman homonyme de Richard Matheson
- Magazine : The Magazine of Fantasy & Science Fiction, édité par Anthony Boucher et Robert P. Mills (en)
- Artiste exceptionnel : Frank Kelly Freas
- Fan exceptionnel : Walter A. Willis (en)

#### 1959
- Roman : Un cas de conscience (A Case of conscience) par James Blish
- Nouvelle longue : La Grande Cour de devant (en) (The Big Front Yard) par Clifford D. Simak
- Nouvelle courte : Le Train pour l'Enfer (en) (That Hell-Bound Train) par Robert Bloch
- Film de science-fiction ou de fantasy : prix non décerné
- Magazine professionnel : The Magazine of Fantasy & Science Fiction, édité par Anthony Boucher et Robert P. Mills (en)
- Artiste professionnel : Frank Kelly Freas
- Magazine amateur : Fanac, édité par Ron Ellik et Terry Carr
- Nouvel auteur de 1958 : prix non décerné (mais Brian Aldiss a reçu une plaque en tant que vice-champion)

### Années 1960
| Sommaire : | - Haut - 1960 - 1961 - 1962 - 1963 - 1964 - 1965 - 1966 - 1967 - 1968 - 1969 |

#### 1960
- Roman : Étoiles, garde-à-vous ! (Starship Troopers) par Robert A. Heinlein
- Nouvelle : Des fleurs pour Algernon (Flowers for Algernon) par Daniel Keyes
- Présentation dramatique : La Quatrième Dimension (The Twilight Zone), créée par Rod Serling
- Magazine professionnel : The Magazine of Fantasy & Science Fiction, édité par Robert P. Mills (en) et Avram Davidson
- Artiste professionnel : Ed Emshwiller
- Magazine amateur : Cry of the Nameless, édité par F. M. Busby, Elinor Busby, Burnett Toskey et Wally Weber
- Prix spécial : Hugo Gernsback pour The Father of Magazine Science Fiction

#### 1961
- Roman : Un cantique pour Leibowitz (A Canticle for Leibowitz) par Walter M. Miller, Jr
- Nouvelle : Long cours (en) (The Longest Voyage) par Poul Anderson
- Présentation dramatique : La Quatrième Dimension (The Twilight Zone), créée par Rod Serling
- Magazine professionnel : Analog Science Fiction and Fact, édité par John W. Campbell
- Artiste professionnel : Ed Emshwiller
- Magazine amateur : Who Killed Science Fiction?, édité par Earl Kemp (en)

#### 1962
- Roman : En terre étrangère (Stranger in a Strange Land) par Robert A. Heinlein
- Nouvelle : Le Monde vert (Hothouse) par Brian Aldiss
- Présentation dramatique : La Quatrième Dimension (The Twilight Zone), créée par Rod Serling
- Magazine professionnel : Analog Science Fiction and Fact, édité par John W. Campbell
- Artiste professionnel : Ed Emshwiller
- Magazine amateur : Warhoon, édité par Richard Bergeron
- Prix spécial : Cele Goldsmith Lalli pour l'édition de Amazing Stories et Fantastic
- Prix spécial : Donald H. Tuck (en) pour The Handbook of Science Fiction and Fantasy
- Prix spécial : Fritz Leiber et Hoffman Electric Corp. pour l'utilisation de la science-fiction dans les publicités

#### 1963
- Roman : Le Maître du Haut Château (The Man in the High Castle) par Philip K. Dick
- Nouvelle : Les Maîtres des dragons (en) (The Dragon Masters) par Jack Vance
- Présentation dramatique : prix non décerné
- Magazine professionnel : The Magazine of Fantasy & Science Fiction, édité par Robert P. Mills (en) et Avram Davidson
- Artiste professionnel : Roy Krenkel
- Magazine amateur : Xero, édité par Richard A. Lupoff et Pat Lupoff
- Prix spécial : Peter Schuyler Miller pour ses critiques de livres dans Analog Science Fiction and Fact
- Prix spécial : Isaac Asimov pour ses articles dans The Magazine of Fantasy & Science Fiction

#### 1964
- Roman : Au carrefour des étoiles (Way Station) par Clifford D. Simak
- Nouvelle : Pas de trêve avec les rois ! (No Truce with Kings) par Poul Anderson
- Présentation dramatique : prix non décerné
- Magazine professionnel : Analog Science Fiction and Fact, édité par John W. Campbell
- Artiste professionnel : Ed Emshwiller
- Magazine amateur : Amra, édité par George H. Scithers
- Maison d'édition SF : Ace Books

#### 1965
- Roman : Le Vagabond (The Wanderer) par Fritz Leiber
- Nouvelle courte : Pour quelle guerre (en) (Soldier, Ask Not) par Gordon R. Dickson
- Présentation dramatique : Docteur Folamour (Dr. Strangelove), réalisé par Stanley Kubrick, écrit par Peter George, Terry Southern et Stanley Kubrick, adaptation du roman 120 minutes pour sauver le monde par Peter George
- Magazine professionnel : Analog Science Fiction and Fact, édité par John W. Campbell
- Artiste professionnel : John Schoenherr
- Magazine amateur : Yandro (en), édité par Robert Coulson (en) et Juanita Coulson
- Maison d'édition SF : Ballantine Books

#### 1966
- Roman : Dune (Dune) par Frank Herbert[47] et Toi l'immortel (...And Call Me Conrad) par Roger Zelazny (ex æquo)
- Nouvelle : « Repens-toi, Arlequin » dit Monsieur Tic-Tac ("Repent, Harlequin!" Said the Ticktockman) par Harlan Ellison
- Présentation dramatique : prix non décerné
- Magazine professionnel : If, édité par Frederik Pohl
- Artiste professionnel : Frank Frazetta
- Magazine amateur : ERB-dom (en), édité par Camille Cazedessus Jr. (en)
- Meilleure série de tous les temps : Cycle de Fondation par Isaac Asimov

#### 1967
- Roman : Révolte sur la Lune (The Moon Is a Harsh Mistress) par Robert A. Heinlein
- Nouvelle longue : Le Dernier Château (The Last Castle) par Jack Vance
- Nouvelle courte : L'Étoile invisible (en) (Neutron Star) par Larry Niven
- Présentation dramatique : l'épisode La Ménagerie de Star Trek, écrit par Gene Roddenberry, réalisé par Marc Daniels et Robert Butler
- Magazine professionnel : If, édité par Frederik Pohl
- Artiste professionnel : Jack Gaughan (en)
- Magazine amateur : Niekas (en), édité par Ed Meskys et Felice Rolfe
- Écrivain amateur : Alexei Panshin
- Artiste amateur : Jack Gaughan (en)
- Prix spécial : CBS Television pour 21st Century

#### 1968
- Roman : Seigneur de lumière (Lord of Light) par Roger Zelazny
- Roman court : La Quête du Weyr (Weyr Search) par Anne McCaffrey et Le Cavalier du fiel ou le grand gavage (en) (Riders of the Purple Wage) par Philip José Farmer (ex æquo)
- Nouvelle longue : En poussant les osselets (en) (Gonna Roll the Bones) par Fritz Leiber
- Nouvelle courte : Je n'ai pas de bouche et il faut que je crie (I Have No Mouth, and I Must Scream) par Harlan Ellison
- Présentation dramatique : l'épisode Contretemps de Star Trek, écrit par Harlan Ellison, réalisé par Joseph Pevney
- Magazine professionnel : If, édité par Frederik Pohl
- Artiste professionnel : Jack Gaughan (en)
- Magazine amateur : Amra, édité par George H. Scithers
- Écrivain amateur : Ted White
- Artiste amateur : George Barr (en)
- Prix spécial : Harlan Ellison pour Dangereuses Visions
- Prix spécial : Gene Roddenberry pour Star Trek

#### 1969
- Roman : Tous à Zanzibar (Stand on Zanzibar) par John Brunner
- Roman court : Les Ailes de la nuit (Nightwings) par Robert Silverberg
- Nouvelle longue : Le Partage de la chair (en) (The Sharing of Flesh) par Poul Anderson
- Nouvelle courte : La Bête qui criait amour au cœur du monde (The Beast That Shouted Love at the Heart of the World) par Harlan Ellison
- Présentation dramatique : 2001, l'Odyssée de l'espace (2001: A Space Odyssey), réalisé par Stanley Kubrick, écrit par Stanley Kubrick et Arthur C. Clarke, libre adaptation de la nouvelle La Sentinelle par Arthur C. Clarke
- Magazine professionnel : The Magazine of Fantasy & Science Fiction, édité par Edward L. Ferman (en)
- Artiste professionnel : Jack Gaughan (en)
- Magazine amateur : Science Fiction Review, édité par Richard E. Geis
- Écrivain amateur : Harry Warner Jr. (en)
- Artiste amateur : Vaughn Bodé
- Prix spécial : Neil Armstrong, Buzz Aldrin et Michael Collins pour le meilleur alunissage de tous les temps

### Années 1970
| Sommaire : | - Haut - 1970 - 1971 - 1972 - 1973 - 1974 - 1975 - 1976 - 1977 - 1978 - 1979 |

#### 1970
- Roman : La Main gauche de la nuit (The Left Hand of Darkness) par Ursula K. Le Guin
- Roman court : Le Navire des ombres (Ship of Shadows) par Fritz Leiber
- Nouvelle courte : Le Temps considéré comme une hélice de pierres semi-précieuses (Time Considered as a Helix of Semi-Precious Stones) par Samuel R. Delany
- Présentation dramatique : Couverture médiatique d'Apollo 11 qui s'est posée sur la Lune
- Magazine professionnel : The Magazine of Fantasy & Science Fiction, édité par Edward L. Ferman (en)
- Artiste professionnel : Frank Kelly Freas
- Magazine amateur : Science Fiction Review, édité par Richard E. Geis
- Écrivain amateur : Wilson Tucker
- Artiste amateur : Tim Kirk (en)

#### 1971
- Roman : L'Anneau-Monde (Ringworld) par Larry Niven
- Roman court : Mauvaise rencontre à Lankhmar (en) (Ill Met in Lankhmar) par Fritz Leiber
- Nouvelle courte : Sculpture lente (Slow Sculpture) par Theodore Sturgeon
- Présentation dramatique : prix non décerné
- Magazine professionnel : The Magazine of Fantasy & Science Fiction, édité par Edward L. Ferman (en)
- Artiste professionnel : Leo and Diane Dillon (en)
- Magazine amateur : Locus, édité par Charles N. Brown (en) et Dena Brown
- Écrivain amateur : Richard E. Geis
- Artiste amateur : Alicia Austin (en)

#### 1972
- Roman : Le Monde du fleuve (To Your Scattered Bodies Go) par Philip José Farmer
- Roman court : La Reine de l'air et des ténèbres (en) (The Queen of Air and Darkness) par Poul Anderson
- Nouvelle courte : Lune inconstante (en) (Inconstant Moon) par Larry Niven
- Présentation dramatique : Orange mécanique (A Clockwork Orange), écrit et réalisé par Stanley Kubrick, adaptation du roman homonyme d'Anthony Burgess
- Magazine professionnel : The Magazine of Fantasy & Science Fiction, édité par Edward L. Ferman (en)
- Artiste professionnel : Frank Kelly Freas
- Magazine amateur : Locus, édité par Charles N. Brown (en) et Dena Brown
- Écrivain amateur : Harry Warner Jr. (en)
- Artiste amateur : Tim Kirk (en)
- Prix spécial : Harlan Ellison pour l'excellence dans la production d'anthologies (Dangereuses Visions, Again, Dangerous Visions)
- Prix spécial : Club du livre d'anticipation (France) pour l'excellence dans la production de livres
- Prix spécial : Nueva Dimensión (Espagne) pour l'excellence dans la production de magazines

#### 1973
- Roman : Les Dieux eux-mêmes (The Gods Themselves) par Isaac Asimov
- Roman court : Le nom du monde est forêt (The Word for World is Forest) par Ursula K. Le Guin[48]
- Nouvelle longue : Le Chant du barde (en) (Goat Song) par Poul Anderson
- Nouvelle courte : La Mère d'Eurema (Eurema's Dam) par R. A. Lafferty et La Réunion (en) (The Meeting) par Frederik Pohl et Cyril M. Kornbluth (ex æquo)
- Présentation dramatique : Abattoir 5 (Slaughterhouse-Five), réalisé par George Roy Hill, écrit par Stephen Geller, adaptation du roman homonyme de Kurt Vonnegut
- Éditeur professionnel : Ben Bova
- Artiste professionnel : Frank Kelly Freas
- Magazine amateur : Energumen (en), édité par Mike Glicksohn (en) et Susan Wood Glicksohn
- Écrivain amateur : Terry Carr
- Artiste amateur : Tim Kirk (en)
- Prix John-Wood-Campbell : Jerry Pournelle
- Prix spécial : Pierre Versins pour l’Encyclopédie de l'utopie, des voyages extraordinaires et de la science-fiction

#### 1974
- Roman : Rendez-vous avec Rama (Rendezvous with Rama) par Arthur C. Clarke
- Roman court : Une fille branchée (The Girl Who Was Plugged In) par James Tiptree, Jr
- Nouvelle longue : L'Oiseau de mort (en) (The Deathbird) par Harlan Ellison
- Nouvelle courte : Ceux qui partent d'Omelas (The Ones Who Walk Away from Omelas) par Ursula K. Le Guin
- Présentation dramatique : Woody et les Robots (Sleeper), réalisé par Woody Allen, écrit par Woody Allen et Marshall Brickman
- Éditeur professionnel : Ben Bova
- Artiste professionnel : Frank Kelly Freas
- Magazine amateur : Algol, édité par Andrew I. Porter (en), et The Alien Critic, édité par Richard E. Geis (ex æquo)
- Écrivain amateur : Susan Wood
- Artiste amateur : Tim Kirk (en)
- Prix John-Wood-Campbell : Spider Robinson et Lisa Tuttle (ex æquo)
- Prix spécial : Chesley Bonestell pour ses illustrations
- Prix Gandalf (grand maître) : J. R. R. Tolkien

#### 1975
- Roman : Les Dépossédés (The Dispossessed) par Ursula K. Le Guin
- Roman court : Chanson pour Lya (A Song for Lya) par George R. R. Martin
- Nouvelle longue : À la dérive au large des ilôts de Langerhans Lat. 38°54' N, Long. 77°00'13" W (en) (Adrift Just Off the Islets of Langerhans: Latitude 38° 54' N, Longitude 77° 00' 13" W) par Harlan Ellison
- Nouvelle courte : Rencontre avec un trou noir (en) (The Hole Man) par Larry Niven
- Présentation dramatique : Frankenstein Junior (Young Frankenstein), réalisé par Mel Brooks, écrit par Gene Wilder et Mel Brooks
- Éditeur professionnel : Ben Bova
- Artiste professionnel : Frank Kelly Freas
- Magazine amateur : The Alien Critic, édité par Richard E. Geis
- Écrivain amateur : Richard E. Geis
- Artiste amateur : William Rotsler
- Prix John-Wood-Campbell : P. J. Plauger (en)
- Prix spécial : Donald A. Wollheim comme le fan qui a tout fait
- Prix spécial : Walt Lee pour Reference Guide to Fantastic Films
- Prix Gandalf (grand maître) : Fritz Leiber

#### 1976
- Roman : La Guerre éternelle (The Forever War) par Joe Haldeman
- Roman court : Le Retour du bourreau (Home Is the Hangman) par Roger Zelazny
- Nouvelle longue : The Borderland of Sol (en) par Larry Niven
- Nouvelle courte : Dernier zeppelin pour cet univers (en) (Catch That Zeppelin!) par Fritz Leiber
- Présentation dramatique : Apocalypse 2024 (A Boy and His Dog), réalisé par L. Q. Jones, écrit par L. Q. Jones et Wayne Cruseturner, adaptation de la nouvelle Un gars et son chien (en) par Harlan Ellison
- Éditeur professionnel : Ben Bova
- Artiste professionnel : Frank Kelly Freas
- Magazine amateur : Locus, édité par Charles N. Brown (en) et Dena Brown
- Écrivain amateur : Richard E. Geis
- Artiste amateur : Tim Kirk (en)
- Prix John-Wood-Campbell : Tom Reamy
- Prix spécial : James E. Gunn pour Alternate Worlds, The Illustrated History of Science Fiction
- Prix Gandalf (grand maître) : Lyon Sprague de Camp

#### 1977
- Roman : Hier, les oiseaux (Where Late the Sweet Birds Sang) par Kate Wilhelm
- Roman court : By Any Other Name par Spider Robinson et Houston, Houston, me recevez-vous ? (Houston, Houston, Do You Read?) par James Tiptree, Jr (ex æquo)
- Nouvelle longue : L'Homme bicentenaire (The Bicentennial Man) par Isaac Asimov
- Nouvelle courte : Tricentenaire (Tricentennial) par Joe Haldeman
- Présentation dramatique : prix non décerné
- Éditeur professionnel : Ben Bova
- Artiste professionnel : Rick Sternbach (en)
- Magazine amateur : Science Fiction Review, édité par Richard E. Geis
- Écrivain amateur : Susan Wood et Richard E. Geis (ex æquo)
- Artiste amateur : Phil Foglio
- Prix John-Wood-Campbell : C. J. Cherryh
- Prix spécial : George Lucas pour Star Wars
- Prix Gandalf (grand maître) : Andre Norton

#### 1978
- Roman : La Grande Porte (Gateway) par Frederik Pohl
- Roman court : La Danse des étoiles (en) (Stardance) par Spider Robinson et Jeanne Robinson
- Nouvelle longue : Les Yeux d'ambre (Eyes of Amber) par Joan D. Vinge
- Nouvelle courte : Jeffty, cinq ans (en) (Jeffty Is Five) par Harlan Ellison
- Présentation dramatique : Star Wars, épisode IV : Un nouvel espoir (Star Wars: Episode IV – A New Hope), écrit et réalisé par George Lucas
- Éditeur professionnel : George H. Scithers
- Artiste professionnel : Rick Sternbach (en)
- Magazine amateur : Locus, édité par Charles N. Brown (en) et Dena Brown
- Écrivain amateur : Richard E. Geis
- Artiste amateur : Phil Foglio
- Prix John-Wood-Campbell : Orson Scott Card
- Prix Gandalf (grand maître) : Poul Anderson
- Prix Gandalf (livre de fantasy) : Le Silmarillion (The Silmarillion) par J. R. R. Tolkien, édité par Christopher Tolkien

#### 1979
- Roman : Le Serpent du rêve (Dreamsnake) par Vonda McIntyre
- Roman court : Les Yeux de la nuit (en) (The Persistence of Vision) par John Varley
- Nouvelle longue : Hunter's Moon par Poul Anderson
- Nouvelle courte : Cassandre (en) (Cassandra) par C. J. Cherryh
- Présentation dramatique : Superman, réalisé par Richard Donner, écrit par Mario Puzo, David Newman, Robert Benton et Leslie Newman (en)
- Éditeur professionnel : Ben Bova
- Artiste professionnel : Vincent Di Fate (en)
- Magazine amateur : Science Fiction Review, édité par Richard E. Geis
- Écrivain amateur : Bob Shaw
- Artiste amateur : William Rotsler
- Prix John-Wood-Campbell : Stephen R. Donaldson
- Prix Gandalf (grand maître) : Ursula K. Le Guin
- Prix Gandalf (livre de fantasy) : Le Dragon blanc (The White Dragon) par Anne McCaffrey

### Années 1980
| Sommaire : | - Haut - 1980 - 1981 - 1982 - 1983 - 1984 - 1985 - 1986 - 1987 - 1988 - 1989 |

#### 1980
- Roman : Les Fontaines du paradis (The Fountains of Paradise) par Arthur C. Clarke
- Roman court : Enemy Mine (en) par Barry B. Longyear
- Nouvelle longue : Les Rois des sables (Sandkings) par George R. R. Martin
- Nouvelle courte : Par la croix et le dragon (The Way of Cross and Dragon) par George R. R. Martin
- Livre non-fictif : The Encyclopedia of Science Fiction par Peter Nicholls
- Présentation dramatique : Alien, le huitième passager (Alien), réalisé par Ridley Scott, écrit par Dan O'Bannon et Ronald Shusett
- Éditeur professionnel : George H. Scithers
- Artiste professionnel : Michael Whelan
- Magazine amateur : Locus, édité par Charles N. Brown (en)
- Écrivain amateur : Bob Shaw
- Artiste amateur : Alexis A. Gilliland
- Prix John-Wood-Campbell : Barry B. Longyear
- Prix Gandalf (grand maître) : Ray Bradbury

#### 1981
- Roman : La Reine des neiges (The Snow Queen) par Joan D. Vinge
- Roman court : Lost Dorsai (en) par Gordon R. Dickson
- Nouvelle longue : La Résistance (en) (The Cloak and the Staff) par Gordon R. Dickson
- Nouvelle courte : La Grotte des cerfs qui dansent (en) (Grotto of the Dancing Deer) par Clifford D. Simak
- Livre non-fictif : Cosmos (Cosmos) par Carl Sagan
- Présentation dramatique : Star Wars, épisode V : L'Empire contre-attaque (Star Wars: Episode V – The Empire Strikes Back), réalisé par Irvin Kershner, écrit par George Lucas et Lawrence Kasdan
- Éditeur professionnel : Edward L. Ferman (en)
- Artiste professionnel : Michael Whelan
- Magazine amateur : Locus, édité par Charles N. Brown (en)
- Écrivain amateur : Susan Wood
- Artiste amateur : Victoria Poyser (en)
- Prix John-Wood-Campbell : S. P. Somtow
- Prix spécial : Edward L. Ferman (en) pour ses efforts d'extension et d'amélioration du domaine
- Prix Gandalf (grand maître) : Catherine Lucille Moore

#### 1982
- Roman : Forteresse des étoiles (Downbelow Station) par C. J. Cherryh
- Roman court : Le Jeu de Saturne (en) (The Saturn Game) par Poul Anderson
- Nouvelle longue : Les Licornes sont contagieuses (en) (Unicorn Variation) par Roger Zelazny
- Nouvelle courte : Passe le temps (The Pusher) par John Varley
- Livre non-fictif : Anatomie de l'horreur (Danse Macabre) par Stephen King
- Présentation dramatique : Les Aventuriers de l'arche perdue (Raiders of the Lost Ark), réalisé par Steven Spielberg, écrit par Lawrence Kasdan, George Lucas et Philip Kaufman
- Éditeur professionnel : Edward L. Ferman (en)
- Artiste professionnel : Michael Whelan
- Magazine amateur : Locus, édité par Charles N. Brown (en)
- Écrivain amateur : Richard E. Geis
- Artiste amateur : Victoria Poyser (en)
- Prix John-Wood-Campbell : Alexis A. Gilliland
- Prix spécial : Mike Glyer (en) pour avoir gardé les fans au cœur des publications de magazines amateurs

#### 1983
- Roman : Fondation foudroyée (Foundation's Edge) par Isaac Asimov
- Roman court : Âmes (Souls) par Joanna Russ
- Nouvelle longue : Les Veilleurs du feu (en) (Fire Watch) par Connie Willis
- Nouvelle courte : Les éléphants sont mélancoliques (en) (Melancholy Elephants) par Spider Robinson
- Livre non-fictif : Isaac Asimov: The Foundations of Science Fiction par James E. Gunn
- Présentation dramatique : Blade Runner (Blade Runner), réalisé par Ridley Scott, écrit par Hampton Fancher et David Webb Peoples, adaptation du roman Les androïdes rêvent-ils de moutons électriques ? par Philip K. Dick
- Éditeur professionnel : Edward L. Ferman (en)
- Artiste professionnel : Michael Whelan
- Magazine amateur : Locus, édité par Charles N. Brown (en)
- Écrivain amateur : Richard E. Geis
- Artiste amateur : Alexis A. Gilliland
- Prix John-Wood-Campbell : Paul O. Williams (en)

#### 1984
- Roman : Marée stellaire (Startide Rising) par David Brin
- Roman court : Cascade Point par Timothy Zahn
- Nouvelle longue : La Musique du sang (Blood Music) par Greg Bear
- Nouvelle courte : Speech Sounds par Octavia E. Butler
- Livre non-fictif : Encyclopedia of Science Fiction and Fantasy, vol. III par Donald H. Tuck (en)
- Présentation dramatique : Star Wars, épisode VI : Le Retour du Jedi (Star Wars: Episode VI – Return of the Jedi), réalisé par Richard Marquand, écrit par George Lucas et Lawrence Kasdan
- Éditeur professionnel : Shawna McCarthy (en)
- Artiste professionnel : Michael Whelan
- Magazine semi-professionnel : Locus, édité par Charles N. Brown (en)
- Magazine amateur : File 770 (en), édité par Mike Glyer (en)
- Écrivain amateur : Mike Glyer (en)
- Artiste amateur : Alexis A. Gilliland
- Prix John-Wood-Campbell : R. A. MacAvoy
- Prix spécial : Larry T. Shaw (en) pour l'ensemble des réalisations dans l'édition de la science-fiction
- Prix spécial : Robert Bloch pour cinquante années de professionnel dans la science-fiction

#### 1985
- Roman : Neuromancien (Neuromancer) par William Gibson
- Roman court : Frappez : Entrée ■ (PRESS ENTER ■) par John Varley
- Nouvelle longue : Enfants de sang (Bloodchild) par Octavia E. Butler
- Nouvelle courte : Les Sphères de cristal (en) (The Crystal Spheres) par David Brin
- Livre non-fictif : Wonder's Child : My Life in Science Fiction par Jack Williamson
- Présentation dramatique : 2010 : L'Année du premier contact (2010: The Year We Make Contact), écrit et réalisé par Peter Hyams
- Éditeur professionnel : Terry Carr
- Artiste professionnel : Michael Whelan
- Magazine semi-professionnel : Locus, édité par Charles N. Brown (en)
- Magazine amateur : File 770 (en), édité par Mike Glyer (en)
- Écrivain amateur : David Langford
- Artiste amateur : Alexis A. Gilliland
- Prix John-Wood-Campbell : Lucius Shepard

#### 1986
- Roman : La Stratégie Ender (Ender's game) par Orson Scott Card
- Roman court : Vingt-quatre vues du Mont Fuji, par Hokusai (24 Views of Mt. Fuji, by Hokusai) par Roger Zelazny
- Nouvelle longue : Le Paladin de l'heure perdue (Paladin of the Lost Hour) par Harlan Ellison
- Nouvelle courte : Un hiver pour Fermi (en) (Fermi and Frost) par Frederik Pohl
- Livre non-fictif : Science Made Stupid (en) par Tom Weller
- Présentation dramatique : Retour vers le futur (Back to the Future), réalisé par Robert Zemeckis, écrit par Robert Zemeckis et Bob Gale
- Éditeur professionnel : Judy-Lynn del Rey (décliné[49])
- Artiste professionnel : Michael Whelan
- Magazine semi-professionnel : Locus, édité par Charles N. Brown (en)
- Magazine amateur : Lan's Lantern (en), édité par George Laskowski
- Écrivain amateur : Mike Glyer (en)
- Artiste amateur : Joan Hanke-Woods (en)
- Prix John-Wood-Campbell : Melissa Scott

#### 1987
- Roman : La Voix des morts (Speaker for the Dead) par Orson Scott Card
- Roman court : Gilgamesh in the Outback (en) par Robert Silverberg
- Nouvelle longue : Permafrost (en) (Permafrost) par Roger Zelazny
- Nouvelle courte : Tangentes (en) (Tangents) par Greg Bear
- Livre non-fictif : Trillion Year Spree par Brian Aldiss et David Wingrove
- Présentation dramatique : Aliens, le retour (Aliens), réalisé par James Cameron, écrit par James Cameron, David Giler et Walter Hill
- Éditeur professionnel : Terry Carr
- Artiste professionnel : Jim Burns
- Magazine semi-professionnel : Locus, édité par Charles N. Brown (en)
- Magazine amateur : Ansible, édité par David Langford
- Écrivain amateur : David Langford
- Artiste amateur : Brad W. Foster (en)
- Prix John-Wood-Campbell : Karen Joy Fowler

#### 1988
- Roman : Élévation (The Uplift War) par David Brin
- Roman court : Œil pour œil (en) (Eye for Eye) par Orson Scott Card
- Nouvelle longue : Petites bufflesses, voulez-vous sortir ce soir ? (en) (Buffalo Gals, Won't You Come Out Tonight) par Ursula K. Le Guin
- Nouvelle courte : Mes nuits chez Harry (en) (Why I Left Harry's All-Night Hamburgers) par Lawrence Watt-Evans (en)
- Livre non-fictif : Michael Whelan's Works of Wonder par Michael Whelan
- Autres formats : Watchmen, écrit par Alan Moore, dessiné par Dave Gibbons
- Présentation dramatique : Princess Bride (The Princess Bride), réalisé par Rob Reiner, écrit par William Goldman
- Éditeur professionnel : Gardner R. Dozois
- Artiste professionnel : Michael Whelan
- Magazine semi-professionnel : Locus, édité par Charles N. Brown (en)
- Magazine amateur : Texas SF Inquirer, édité par Pat Mueller
- Écrivain amateur : Mike Glyer (en)
- Artiste amateur : Brad W. Foster (en)
- Prix John-Wood-Campbell : Judith Moffett (en)
- Prix spécial : The Science Fiction Oral History Association

#### 1989
- Roman : Cyteen (Cyteen) par C. J. Cherryh
- Roman court : Le Dernier des Winnebago (The Last of the Winnebagos) par Connie Willis
- Nouvelle longue : Le Chat de Schrödinger (en) (Schrödinger's Kitten) par George Alec Effinger
- Nouvelle courte : Kirinyaga (en) (Kirinyaga) par Mike Resnick
- Livre non-fictif : The Motion of Light in Water par Samuel R. Delany
- Présentation dramatique : Qui veut la peau de Roger Rabbit (Who Framed Roger Rabbit), réalisé par Robert Zemeckis, écrit par Jeffrey Price et Peter S. Seaman
- Éditeur professionnel : Gardner R. Dozois
- Artiste professionnel : Michael Whelan
- Magazine semi-professionnel : Locus, édité par Charles N. Brown (en)
- Magazine amateur : File 770 (en), édité par Mike Glyer (en)
- Écrivain amateur : David Langford
- Artiste amateur : Brad W. Foster (en) et Diana Gallagher Wu (ex æquo)
- Prix John-Wood-Campbell : Michaela Roessner
- Prix spécial : SF-Lovers Digest pour avoir été les pionniers dans l'utilisation de bulletins électroniques pour les fans
- Prix spécial : Alex Schomburg pour l'ensemble de ses réalisations dans l'art de science-fiction

### Années 1990
| Sommaire : | - Haut - 1990 - 1991 - 1992 - 1993 - 1994 - 1995 - 1996 - 1997 - 1998 - 1999 |

#### 1990
- Roman : Hypérion (Hyperion) par Dan Simmons
- Roman court : Les Montagnes du deuil (The Mountains of Mourning) par Lois McMaster Bujold
- Nouvelle longue : Entre un soldat, puis un autre (Enter a Soldier. Later: Enter Another) par Robert Silverberg
- Nouvelle courte : Nibards (Boobs) par Suzy McKee Charnas
- Livre non-fictif : The World Beyond the Hill (en) par Alexei Panshin et Cory Panshin (en)
- Présentation dramatique : Indiana Jones et la Dernière Croisade (Indiana Jones and the Last Crusade), réalisé par Steven Spielberg, écrit par Jeffrey Boam, George Lucas et Menno Meyjes
- Éditeur professionnel : Gardner R. Dozois
- Artiste professionnel : Don Maitz (en)
- Œuvre d'art originale : Couverture de Rimrunners (en) par Don Maitz (en)
- Magazine semi-professionnel : Locus, édité par Charles N. Brown (en)
- Magazine amateur : The Mad 3 Party, édité par Leslie Turek
- Écrivain amateur : David Langford
- Artiste amateur : Stu Shiffman
- Prix John-Wood-Campbell : Kristine Kathryn Rusch

#### 1991
- Roman : Miles Vorkosigan (The Vor Game) par Lois McMaster Bujold
- Roman court : Le Vieil Homme et son double (The Hemingway Hoax) par Joe Haldeman
- Nouvelle longue : La Manamouki (The Manamouki) par Mike Resnick
- Nouvelle courte : Les Ours découvrent le feu (en) (Bears Discover Fire) par Terry Bisson
- Livre non-fictif : Comment écrire de la Fantasy et de la Science-fiction (How to Write Science Fiction and Fantasy) par Orson Scott Card
- Présentation dramatique : Edward aux mains d'argent (Edward Scissorhands), réalisé par Tim Burton, écrit par Caroline Thompson et Tim Burton
- Éditeur professionnel : Gardner R. Dozois
- Artiste professionnel : Michael Whelan
- Magazine semi-professionnel : Locus, édité par Charles N. Brown (en)
- Magazine amateur : Lan's Lantern (en), édité par George Laskowski
- Écrivain amateur : David Langford
- Artiste amateur : Teddy Harvia (en)
- Prix John-Wood-Campbell : Julia Ecklar (en)
- Prix spécial : Andrew I. Porter (en) pour des années d'excellence à éditer Science Fiction Chronicle
- Prix spécial : Elst Weinstein pour avoir commencé et continué le prix Hogus, l'anti-Hugo

#### 1992
- Roman : Barrayar (Barrayar) par Lois McMaster Bujold
- Roman court : L'une rêve et l'autre pas (Beggars in Spain) par Nancy Kress
- Nouvelle longue : Un sujet en or (Gold) par Isaac Asimov
- Nouvelle courte : Marche au soleil (en) (A Walk in the Sun) par Geoffrey Landis
- Livre non-fictif : The World of Charles Addams par Charles Addams
- Présentation dramatique : Terminator 2 : Le Jugement dernier (Terminator 2: Judgment Day), réalisé par James Cameron, écrit par William Wisher Jr. et James Cameron
- Éditeur professionnel : Gardner R. Dozois
- Artiste professionnel : Michael Whelan
- Œuvre d'art originale : Couverture de La Reine de l'été (The Summer Queen) par Michael Whelan
- Magazine semi-professionnel : Locus, édité par Charles N. Brown (en)
- Magazine amateur : Mimosa, édité par Dick Lynch et Nicki Lynch
- Écrivain amateur : David Langford
- Artiste amateur : Brad W. Foster (en)
- Prix John-Wood-Campbell : Ted Chiang

#### 1993
- Roman : Un feu sur l'abîme (A Fire Upon the Deep) par Vernor Vinge et Le Grand Livre (The Doomsday Book) par Connie Willis (ex æquo)
- Roman court : Bernacle Bill le spatial (Barnacle Bill the Spacer) par Lucius Shepard
- Nouvelle longue : La Révolution des casse-noisettes (en) (The Nutcracker Coup) par Janet Kagan (en)
- Nouvelle courte : Même Sa Majesté (en) (Even the Queen) par Connie Willis
- Livre non-fictif : A Wealth of Fable : An informal history of science fiction in the 1950s par Harry Warner Jr. (en)
- Présentation dramatique : l'épisode Lumière intérieure de Star Trek : La Nouvelle Génération (Star Trek: The Next Generation), écrit par Morgan Gendel (en) et Peter Allan Fields (en), réalisé par Peter Lauritson (en)
- Éditeur professionnel : Gardner R. Dozois
- Artiste professionnel : Don Maitz (en)
- Œuvre d'art originale : Dinotopia par James Gurney
- Magazine semi-professionnel : Science Fiction Chronicle, édité par Andrew I. Porter (en)
- Magazine amateur : Mimosa, édité par Dick Lynch et Nicki Lynch
- Écrivain amateur : David Langford
- Artiste amateur : Peggy Ranson
- Prix John-Wood-Campbell : Laura Resnick
- Prix spécial : Takumi Shibano (en) pour avoir fait le lien entre des cultures et des nations dans le domaine de la science-fiction et de la fantasy

#### 1994
- Roman : Mars la verte (Green Mars) par Kim Stanley Robinson
- Roman court : Down in the Bottomlands (en) par Harry Turtledove
- Nouvelle longue : Georgia on My Mind (en) (Georgia on My Mind) par Charles Sheffield
- Nouvelle courte : Morts sur le Nil (Death on the Nile) par Connie Willis
- Livre non-fictif : The Encyclopedia of Science Fiction par John Clute et Peter Nicholls
- Présentation dramatique : Jurassic Park, réalisé par Steven Spielberg, écrit par David Koepp et Michael Crichton
- Éditeur professionnel : Kristine Kathryn Rusch
- Artiste professionnel : Bob Eggleton
- Œuvre d'art originale : Space Fantasy Commemorative Stamp Booklet par Stephen Hickman
- Magazine semi-professionnel : Science Fiction Chronicle, édité par Andrew I. Porter (en)
- Magazine amateur : Mimosa, édité par Dick Lynch et Nicki Lynch
- Écrivain amateur : David Langford
- Artiste amateur : Brad W. Foster (en)
- Prix John-Wood-Campbell : Amy Thomson (en)

#### 1995
- Roman : La Danse du miroir (Mirror Dance) par Lois McMaster Bujold
- Roman court : Sept vues de la gorge d'Olduvaï (en) (Seven Views of Olduvai Gorge) par Mike Resnick
- Nouvelle longue : L'Enfant de Mars (en) (The Martian Child) par David Gerrold
- Nouvelle courte : Pas si aveugle (None So Blind) par Joe Haldeman
- Livre non-fictif : Moi, Asimov (I. Asimov: A Memoir) par Isaac Asimov
- Présentation dramatique : l'épisode Toutes les bonnes choses... de Star Trek : La Nouvelle Génération (Star Trek: The Next Generation), écrit par Ronald D. Moore et Brannon Braga, réalisé par David Carson et Winrich Kolbe
- Éditeur professionnel : Gardner R. Dozois
- Artiste professionnel : Jim Burns
- Œuvre d'art originale : Lady Cottington's Pressed Fairy Book par Brian Froud
- Magazine semi-professionnel : Interzone dirigé par David Pringle
- Magazine amateur : Ansible, édité par David Langford
- Écrivain amateur : David Langford
- Artiste amateur : Teddy Harvia (en)
- Prix John-Wood-Campbell : Jeff Noon

#### 1996
- Roman : L'Âge de diamant (The Diamond Age) par Neal Stephenson
- Roman court : La Mort du capitaine Futur (The Death of Captain Future) par Allen Steele
- Nouvelle longue : À l'image des dinosaures (Think Like a Dinosaur) par James Patrick Kelly
- Nouvelle courte : The Lincoln Train (en) par Maureen F. McHugh
- Livre non-fictif : Science Fiction: The Illustrated Encyclopedia par John Clute
- Présentation dramatique : l'épisode La Venue des ombres de Babylon 5, écrit par Joseph Michael Straczynski, réalisé par Janet Greek (en)
- Éditeur professionnel : Gardner R. Dozois
- Artiste professionnel : Bob Eggleton
- Œuvre d'art originale : Dinotopia : The World Beneath par James Gurney
- Magazine semi-professionnel : Locus, édité par Charles N. Brown (en)
- Magazine amateur : Ansible, édité par David Langford
- Écrivain amateur : David Langford
- Artiste amateur : William Rotsler
- Prix John-Wood-Campbell : David Feintuch (en)

#### 1997
- Roman : Mars la bleue (Blue Mars) par Kim Stanley Robinson
- Roman court : Blood of The Dragon, dans A Game of Thrones par George R. R. Martin
- Nouvelle longue : Le Réparateur de bicyclettes (en) (Bicycle Repairman) par Bruce Sterling
- Nouvelle courte : The Soul Selects Her Own Society (en) par Connie Willis
- Livre non-fictif : Time & Chance par Lyon Sprague de Camp
- Présentation dramatique : l'épisode La Fin des rêves de Babylon 5, écrit par Joseph Michael Straczynski, réalisé par David Eagle
- Éditeur professionnel : Gardner R. Dozois
- Artiste professionnel : Bob Eggleton
- Magazine semi-professionnel : Locus, édité par Charles N. Brown (en)
- Magazine amateur : Mimosa, édité par Dick Lynch et Nicki Lynch
- Écrivain amateur : David Langford
- Artiste amateur : William Rotsler
- Prix John-Wood-Campbell : Michael A. Burstein (en)

#### 1998
- Roman : La Paix éternelle (Forever Peace) par Joe Haldeman
- Roman court : Where Angels Fear to Tread (en) par Allen Steele
- Nouvelle longue : We Will Drink A Fish Together par Bill Johnson (en)
- Nouvelle courte : Les Quarante-trois Dynasties d'Antarès (en) (The 43 Antarean Dynasties) par Mike Resnick
- Livre non-fictif : The Encyclopedia of Fantasy (en) par John Clute et John Grant
- Présentation dramatique : Contact, réalisé par Robert Zemeckis, écrit par James V. Hart et Michael Goldenberg, adaptation du roman homonyme de Carl Sagan
- Éditeur professionnel : Gardner R. Dozois
- Artiste professionnel : Bob Eggleton
- Magazine semi-professionnel : Locus, édité par Charles N. Brown (en)
- Magazine amateur : Mimosa, édité par Dick Lynch et Nicki Lynch
- Écrivain amateur : David Langford
- Artiste amateur : Joe Mayhew
- Prix John-Wood-Campbell : Mary Doria Russell

#### 1999
- Roman : Sans parler du chien (To Say Nothing of the Dog) par Connie Willis
- Roman court : Océanique (Oceanic) par Greg Egan
- Nouvelle longue : Taklimakan (en) (Taklamakan) par Bruce Sterling
- Nouvelle courte : Le Pouls brutal de la machine (en) (The Very Pulse of the Machine) par Michael Swanwick
- Livre non-fictif ou apparenté : The Dreams Our Stuff is Made Of: How Science Fiction Conquered the World (en) par Thomas M. Disch
- Présentation dramatique : The Truman Show, réalisé par Peter Weir, écrit par Andrew Niccol
- Éditeur professionnel : Gardner R. Dozois
- Artiste professionnel : Bob Eggleton
- Magazine semi-professionnel : Locus, édité par Charles N. Brown (en)
- Magazine amateur : Ansible, édité par David Langford
- Écrivain amateur : David Langford
- Artiste amateur : Ian Gunn
- Prix John-Wood-Campbell : Nalo Hopkinson

### Années 2000
| Sommaire : | - Haut - 2000 - 2001 - 2002 - 2003 - 2004 - 2005 - 2006 - 2007 - 2008 - 2009 |

#### 2000
- Roman : Au tréfonds du ciel (A Deepness in the Sky) par Vernor Vinge
- Roman court : Les Vents de Marble Arch (The Winds of Marble Arch) par Connie Willis
- Nouvelle longue : 1016 to 1 (en) par James Patrick Kelly
- Nouvelle courte : Scherzo avec tyranosaure (en) (Scherzo with Tyrannosaur) par Michael Swanwick
- Livre non-fictif ou apparenté : Science Fiction of the 20th Century par Frank M. Robinson
- Présentation dramatique : Galaxy Quest, réalisé par Dean Parisot, écrit par David Howard et Robert Gordon (en)
- Éditeur professionnel : Gardner R. Dozois
- Artiste professionnel : Michael Whelan
- Magazine semi-professionnel : Locus, édité par Charles N. Brown (en)
- Magazine amateur : File 770 (en), édité par Mike Glyer (en)
- Écrivain amateur : David Langford
- Artiste amateur : Joe Mayhew
- Prix John-Wood-Campbell : Cory Doctorow

#### 2001
- Roman : Harry Potter et la Coupe de feu (Harry Potter and the Goblet of Fire) par J. K. Rowling
- Roman court : The Ultimate Earth par Jack Williamson
- Nouvelle longue : Millennium Babies par Kristine Kathryn Rusch
- Nouvelle courte : Obscurités multiples (Different Kinds of Darkness) par David Langford
- Livre non-fictif ou apparenté : Greetings from Earth : The Art of Bob Eggleton par Bob Eggleton et Nigel Suckling
- Présentation dramatique : Tigre et Dragon (Wò Hǔ Cáng Lóng), réalisé par Ang Lee, écrit par Wang Hui-Ling, James Schamus et Kuo Jung Tsai, adaptation du roman homonyme de Wang Dulu
- Éditeur professionnel : Gardner R. Dozois
- Artiste professionnel : Bob Eggleton
- Magazine semi-professionnel : Locus, édité par Charles N. Brown (en)
- Magazine amateur : File 770 (en), édité par Mike Glyer (en)
- Écrivain amateur : David Langford
- Artiste amateur : Teddy Harvia (en)
- Prix John-Wood-Campbell : Kristine Smith (en)

#### 2002
- Roman : American Gods (American Gods) par Neil Gaiman
- Roman court : Fast Times at Fairmont High (en) par Vernor Vinge
- Nouvelle longue : L'Enfer, quand Dieu n'est pas présent (en) (Hell Is the Absence of God) par Ted Chiang
- Nouvelle courte : Tout sauf un chien (en) (The Dog Said Bow-Wow) par Michael Swanwick
- Livre non-fictif ou apparenté : The Art of Chesley Bonestell par Ron Miller (en) et Frederick C. Durant III avec Melvin H. Schuetz
- Présentation dramatique : Le Seigneur des anneaux : La Communauté de l'anneau (The Lord of The Rings: The Fellowship of the Ring), réalisé par Peter Jackson, écrit par Fran Walsh, Philippa Boyens et Peter Jackson, adaptation du roman homonyme de J. R. R. Tolkien
- Éditeur professionnel : Ellen Datlow
- Artiste professionnel : Michael Whelan
- Magazine semi-professionnel : Locus, édité par Charles N. Brown (en)
- Magazine amateur : Ansible, édité par David Langford
- Écrivain amateur : David Langford
- Artiste amateur : Teddy Harvia (en)
- Site Web : Locus Online de Mark R. Kelly
- Prix John-Wood-Campbell : Jo Walton

#### 2003
- Roman : Hominids par Robert J. Sawyer
- Roman court : Coraline (Coraline) par Neil Gaiman
- Nouvelle longue : Vie lente (en) (Slow Life) par Michael Swanwick
- Nouvelle courte : Falling Onto Mars (en) par Geoffrey Landis
- Livre non-fictif ou apparenté : Better to Have Loved : The Life of Judith Merril par Judith Merril et Emily Pohl-Weary (en)
- Présentation dramatique (format long) : Le Seigneur des anneaux : Les Deux Tours (The Lord of the Rings: The Two Towers), réalisé par Peter Jackson, écrit par Fran Walsh, Philippa Boyens, Stephen Sinclair et Peter Jackson, adaptation du roman homonyme de J. R. R. Tolkien
- Présentation dramatique (format court) : l'épisode Connivences de Buffy contre les vampires (Buffy the Vampire Slayer), écrit par Jane Espenson et Drew Goddard, réalisé par Nick Marck
- Éditeur professionnel : Gardner R. Dozois
- Artiste professionnel : Bob Eggleton
- Magazine semi-professionnel : Locus, édité par Charles N. Brown (en), Jennifer A. Hall et Kirsten Gong-Wong
- Magazine amateur : Mimosa, édité par Rich Lynch et Nicki Lynch
- Écrivain amateur : David Langford
- Artiste amateur : Sue Mason
- Prix John-Wood-Campbell : Wen Spencer (en)

#### 2004
- Roman : Paladin des âmes (Paladin of Souls) par Lois McMaster Bujold
- Roman court : Cookie Monster (Cookie Monster) par Vernor Vinge
- Nouvelle longue : Les Légions du temps (en) (Legions in Time) par Michael Swanwick
- Nouvelle courte : Une étude en vert (A Study in Emerald) par Neil Gaiman
- Livre non-fictif ou apparenté : The Chesley Awards for Science Fiction and Fantasy Art: A Retrospective par John Grant, Elizabeth L. Humphrey et Pamela D. Scoville
- Présentation dramatique (format long) : Le Seigneur des anneaux : Le Retour du roi (The Lord of the Rings: The Return of the King), réalisé par Peter Jackson, écrit par Fran Walsh, Philippa Boyens et Peter Jackson, adaptation du roman homonyme de J. R. R. Tolkien
- Présentation dramatique (format court) : Discours de remerciement de Gollum aux MTV Movie Awards 2003, écrit et réalisé par Fran Walsh, Philippa Boyens et Peter Jackson
- Éditeur professionnel : Gardner R. Dozois
- Artiste professionnel : Bob Eggleton
- Magazine semi-professionnel : Locus, édité par Charles N. Brown (en), Jennifer A. Hall et Kirsten Gong-Wong
- Magazine amateur : Emerald City (en), édité par Cheryl Morgan
- Écrivain amateur : David Langford
- Artiste amateur : Frank Wu (en)
- Prix John-Wood-Campbell : Jay Lake
- Prix spécial : Erwin Strauss (en)

#### 2005
- Roman : Jonathan Strange et Mr Norrell (Jonathan Strange & Mr Norrell) par Susanna Clarke
- Roman court : La Jungle de béton (en) (The Concrete Jungle) par Charles Stross
- Nouvelle longue : Le Sac à main féerique (en) (The Faery Handbag) par Kelly Link
- Nouvelle courte : Voyages avec mes chats (en) (Travels with My Cats) par Mike Resnick
- Livre non-fictif ou apparenté : The Cambridge Companion to Science Fiction par Edward James (en) et Farah Mendlesohn (en)
- Présentation dramatique (format long) : Les Indestructibles (The Incredibles), écrit et réalisé par Brad Bird
- Présentation dramatique (format court) : l'épisode 33 minutes de Battlestar Galactica, écrit par Ronald D. Moore, réalisé par Michael Rymer
- Éditeur professionnel : Ellen Datlow
- Artiste professionnel : Jim Burns
- Magazine semi-professionnel : Ansible, édité par David Langford
- Magazine amateur : Plotka, édité par Alison Scott, Steve Davies et Mike Scott
- Écrivain amateur : David Langford
- Artiste amateur : Sue Mason
- Site Web : SciFiction d'Ellen Datlow
- Prix John-Wood-Campbell : Elizabeth Bear
- Prix spécial : David Pringle

#### 2006
- Roman : Spin (Spin) par Robert Charles Wilson
- Roman court : Infiltration (en) (Inside Job) par Connie Willis
- Nouvelle longue : Two Hearts (en) par Peter S. Beagle
- Nouvelle courte : Tk'tk'tk par David D. Levine
- Livre non-fictif ou apparenté : Storyteller : Writing Lessons and More from 27 Years of the Clarion Writers' Workshop par Kate Wilhelm
- Présentation dramatique (format long) : Serenity, écrit et réalisé par Joss Whedon
- Présentation dramatique (format court) : le double épisode Drôle de mort et Le Docteur danse de Doctor Who, écrits par Steven Moffat, réalisés par James Hawes (en)
- Éditeur professionnel : David G. Hartwell (en)
- Artiste professionnel : Donato Giancola
- Magazine semi-professionnel : Locus, édité par Charles N. Brown (en), Kirsten Gong-Wong et Liza Groen Trombi
- Magazine amateur : Plotka, édité par Alison Scott, Steve Davies et Mike Scott
- Écrivain amateur : David Langford
- Artiste amateur : Frank Wu (en)
- Prix John-Wood-Campbell : John Scalzi

#### 2007
- Roman : Rainbows End (Rainbows End) par Vernor Vinge
- Roman court : A Billion Eves par Robert Reed
- Nouvelle longue : L'Épouse du djinn (The Djinn's Wife) par Ian McDonald
- Nouvelle courte : Rêves impossibles (en) (Impossible Dreams) par Tim Pratt (en)
- Livre non-fictif ou apparenté : James Tiptree, Jr.: The Double Life of Alice B. Sheldon par Julie Phillips (en)
- Présentation dramatique (format long) : Le Labyrinthe de Pan (El laberinto del fauno), écrit et réalisé par Guillermo del Toro
- Présentation dramatique (format court) : l'épisode La Cheminée des temps de Doctor Who, écrit par Steven Moffat, réalisé par Euros Lyn
- Éditeur de nouvelles : Gordon Van Gelder (en)
- Éditeur de romans : Patrick Nielsen Hayden (en)
- Artiste professionnel : Donato Giancola
- Magazine semi-professionnel : Locus, édité par Charles N. Brown (en), Kirsten Gong-Wong et Liza Groen Trombi
- Magazine amateur : Science-Fiction Five-Yearly édité par Lee Hoffman (en), Geri Sullivan et Randy Byers
- Écrivain amateur : David Langford
- Artiste amateur : Frank Wu (en)
- Prix John-Wood-Campbell : Naomi Novik

#### 2008
- Roman : Le Club des policiers yiddish (The Yiddish Policemen's Union) par Michael Chabon
- Roman court : Tous assis par terre (en) (All Seated on the Ground) par Connie Willis
- Nouvelle longue : Le Marchand et la Porte de l'alchimiste (The Merchant and the Alchemist's Gate) par Ted Chiang
- Nouvelle courte : Ligne de marée (en) (Tideline) par Elizabeth Bear
- Livre non-fictif ou apparenté : Brave New Words: The Oxford Dictionary of Science Fiction (en) par Jeff Prucher
- Présentation dramatique (format long) : Stardust, le mystère de l'étoile, réalisé par Matthew Vaughn, écrit par Jane Goldman et Matthew Vaughn, adaptation du roman homonyme de Neil Gaiman
- Présentation dramatique (format court) : l'épisode Les Anges pleureurs de Doctor Who, écrit par Steven Moffat, réalisé par Hettie MacDonald (en)
- Éditeur de nouvelles : Gordon Van Gelder (en)
- Éditeur de romans : David G. Hartwell (en)
- Artiste professionnel : Stephan Martinière
- Magazine semi-professionnel : Locus, édité par Charles N. Brown (en), Kirsten Gong-Wong et Liza Groen Trombi
- Magazine amateur : File 770 (en), édité par Mike Glyer (en)
- Écrivain amateur : John Scalzi
- Artiste amateur : Brad W. Foster (en)
- Prix John-Wood-Campbell : Mary Robinette Kowal

#### 2009
- Roman : L'Étrange Vie de Nobody Owens (The Graveyard Book) par Neil Gaiman
- Roman court : Le Nexus du docteur Erdmann (The Erdmann Nexus) par Nancy Kress
- Nouvelle longue : L'Éclosion des Shoggoths (en) (Shoggoths in Bloom) par Elizabeth Bear
- Nouvelle courte : Expiration (Exhalation) par Ted Chiang
- Livre non-fictif ou apparenté : Your Hate Mail Will Be Graded: A Decade of Whatever, 1998-2008 par John Scalzi
- Histoire graphique : Girl Genius, Volume 8: Agatha Heterodyne and the Chapel of Bones, écrit par Kaja Foglio (en) et Phil Foglio, dessiné par Phil Foglio, colorisé par Cheyenne Wright
- Présentation dramatique (format long) : WALL-E, réalisé par Andrew Stanton, écrit par Pete Docter et Andrew Stanton
- Présentation dramatique (format court) : Dr. Horrible's Sing-Along Blog, web-série créée par Joss Whedon, Zack Whedon, Jed Whedon et Maurissa Tancharoen
- Éditeur de nouvelles : Ellen Datlow
- Éditeur de romans : David G. Hartwell (en)
- Artiste professionnel : Donato Giancola
- Magazine semi-professionnel : Weird Tales, édité par Ann VanderMeer (en) et Stephen H. Segal (en)
- Magazine amateur : Electric Velocipede (en), édité par John Klima (en)
- Écrivain amateur : Cheryl Morgan
- Artiste amateur : Frank Wu (en)
- Prix John-Wood-Campbell : David Anthony Durham

### Années 2010
| Sommaire : | - Haut - 2010 - 2011 - 2012 - 2013 - 2014 - 2015 - 2016 - 2017 - 2018 - 2019 |

#### 2010
- Roman : La Fille automate (The Windup Girl) par Paolo Bacigalupi et The City and the City par China Miéville (ex æquo)
- Roman court : Palimpseste (Palimpsest) par Charles Stross
- Nouvelle longue : L'Île (The Island) par Peter Watts
- Nouvelle courte : Lunes de gel (en) (Bridesicle) par Will McIntosh
- Livre non-fictif ou apparenté : This is Me, Jack Vance! (Or, More Properly, This is "I") par Jack Vance
- Histoire graphique : Girl Genius, Volume 9: Agatha Heterodyne and the Heirs of the Storm, écrit par Kaja Foglio (en) et Phil Foglio, dessiné par Phil Foglio, colorisé par Cheyenne Wright
- Présentation dramatique (format long) : Moon, scénarisé par Nathan Parker et Duncan Jones, réalisé par Duncan Jones
- Présentation dramatique (format court) : l'épisode La Conquête de Mars de Doctor Who, écrit par Russell T Davies et Phil Ford (en), dirigé par Graeme Harper
- Éditeur de nouvelles : Ellen Datlow
- Éditeur de romans : Patrick Nielsen Hayden
- Artiste professionnel : Shaun Tan
- Magazine semi-professionnel : Clarkesworld Magazine (en), édité par Neil Clarke (en), Sean Wallace (en) et Cheryl Morgan
- Magazine amateur : StarShipSofa (en), édité par Tony C. Smith
- Écrivain amateur : Frederik Pohl
- Artiste amateur : Brad W. Foster (en)
- Prix John-Wood-Campbell : Seanan McGuire

#### 2011
- Roman : Black-out / All Clear (Blackout/All Clear) par Connie Willis
- Roman court : Le Cycle de vie des objets logiciels (The Lifecycle of Software Objects) par Ted Chiang
- Nouvelle longue : The Emperor of Mars par Allen Steele
- Nouvelle courte : For Want of a Nail par Mary Robinette Kowal
- Livre non-fictif ou apparenté : Chicks Dig Time Lords: A Celebration of Doctor Who by the Women Who Love It, édité par Lynne M. Thomas (en) et Tara O’Shea
- Histoire graphique : Girl Genius, Volume 10: Agatha Heterodyne and the Guardian Muse, écrit par Kaja Foglio (en) et Phil Foglio, dessiné par Phil Foglio, couleurs par Cheyenne Wright
- Présentation dramatique (format long) : Inception, scénarisé et réalisé par Christopher Nolan
- Présentation dramatique (format court) : les épisodes La Pandorica s'ouvre, première partie et La Pandorica s'ouvre, deuxième partie de Doctor Who, écrits par Steven Moffat, réalisés par Toby Haynes (en)
- Éditeur de nouvelles : Sheila Williams
- Éditeur de romans : Lou Anders (en)
- Artiste professionnel : Shaun Tan
- Magazine semi-professionnel : Clarkesworld Magazine (en), édité par Neil Clarke (en), Cheryl Morgan, Sean Wallace (en) et Kate Baker
- Magazine amateur : The Drink Tank, édité par Christopher J. Garcia et James Bacon
- Écrivain amateur : Claire Brialey
- Artiste amateur : Brad W. Foster (en)
- Prix John-Wood-Campbell : Lev Grossman

#### 2012
- Roman : Morwenna (Among Others) par Jo Walton
- Roman court : Un pont sur la brume (The Man Who Bridged the Mist) par Kij Johnson
- Nouvelle longue : Six mois, trois jours (en) (Six Months, Three Days) par Charlie Jane Anders
- Nouvelle courte : La Ménagerie de papier (The Paper Menagerie) par Ken Liu[50]
- Livre non-fictif ou apparenté : The Encyclopedia of Science Fiction, 3e édition, édité par John Clute, David Langford, Peter Nicholls et Graham Sleight (en)
- Histoire graphique : Digger (en) par Ursula Vernon
- Présentation dramatique (format long) : la première saison de la série Game of Thrones, créée par David Benioff et D. B. Weiss
- Présentation dramatique (format court) : l'épisode L'Âme du TARDIS de Doctor Who, écrit par Neil Gaiman, réalisé par Richard Clark (en)
- Éditeur de nouvelles : Sheila Williams
- Éditeur de romans : Betsy Wollheim (en)
- Artiste professionnel : John Picacio (en)
- Magazine semi-professionnel : Locus, édité par Kirsten Gong-Wong et Liza Groen Trombi
- Magazine amateur : SF Signal (en), édité par John DeNardo
- Écrivain amateur : Jim C. Hines
- Artiste amateur : Maurine Starkey
- Podcast amateur : SF Squeecast (en), présenté par Lynne M. Thomas (en), Seanan McGuire, Paul Cornell, Elizabeth Bear et Catherynne M. Valente
- Prix John-Wood-Campbell : E. Lily Yu (en)

#### 2013
- Roman : Redshirts : Au mépris du danger (Redshirts) par John Scalzi
- Roman court : L'Âme de l'empereur (The Emperor's Soul) par Brandon Sanderson
- Nouvelle longue : The Girl-Thing Who Went Out for Sushi (en) par Pat Cadigan
- Nouvelle courte : Mono no Aware (Mono no Aware) par Ken Liu
- Livre non-fictif ou apparenté : Writing Excuses (en), Season Seven par Brandon Sanderson, Dan Wells, Mary Robinette Kowal, Howard Tayler (en) et Jordan Sanderson
- Histoire graphique : Saga, Volume One, écrit par Brian K. Vaughan, dessiné par Fiona Staples
- Présentation dramatique (format long) : Avengers, scénarisé et réalisé par Joss Whedon
- Présentation dramatique (format court) : l'épisode La Néra de Game of Thrones, scénarisé par George R. R. Martin, réalisé par Neil Marshall
- Éditeur de nouvelles : Stanley Schmidt (en)
- Éditeur de romans : Patrick Nielsen Hayden (en)
- Artiste professionnel : John Picacio (en)
- Magazine semi-professionnel : Clarkesworld Magazine (en), édité par Neil Clarke (en), Jason Heller, Sean Wallace (en) et Kate Baker
- Magazine amateur : SF Signal (en), édité par John DeNardo, JP Frantz et Patrick Hester
- Podcast amateur : SF Squeecast (en), présenté par Elizabeth Bear, Paul Cornell, Seanan McGuire, Lynne M. Thomas (en) et Catherynne M. Valente
- Écrivain amateur : Tansy Rayner Roberts (en)
- Artiste amateur : Galen Dara
- Prix John-Wood-Campbell : Mur Lafferty

#### 2014
- Roman : La Justice de l'ancillaire (Ancillary Justice) par Ann Leckie
- Roman court : Équoïde (Equoid) par Charles Stross
- Nouvelle longue : La Lady Astronaute de Mars (The Lady Astronaut of Mars) par Mary Robinette Kowal
- Nouvelle courte : The Water That Falls on You from Nowhere (en) par John Chu (en)
- Livre non-fictif ou apparenté : We Have Always Fought: Challenging the Women, Cattle and Slaves Narrative par Kameron Hurley
- Histoire graphique : Time, écrit et dessiné par Randall Munroe
- Présentation dramatique (format long) : Gravity, scénarisé par Alfonso Cuarón et Jonás Cuarón, réalisé par Alfonso Cuarón
- Présentation dramatique (format court) : l'épisode Les Pluies de Castamere de Game of Thrones, scénarisé par David Benioff et D. B. Weiss, réalisé par David Nutter
- Éditeur de nouvelles : Ellen Datlow
- Éditeur de romans : Ginjer Buchanan (en)
- Artiste professionnel : Julie Dillon (en)
- Magazine semi-professionnel : Lightspeed (en), édité par John Joseph Adams (en), Rich Horton et Stefan Rudnicki
- Magazine amateur : A Dribble of Ink, édité par Aidan Moher
- Podcast amateur : SF Signal Podcast (en), présenté par Patrick Hester
- Écrivain amateur : Kameron Hurley
- Artiste amateur : Sarah Webb
- Prix John-Wood-Campbell : Sofia Samatar

#### 2015
- Roman : Le Problème à trois corps (The Three-Body Problem) par Liu Cixin[51]
- Roman court : prix non décerné
- Nouvelle longue : The Day The World Turned Upside Down par Thomas Olde Heuvelt
- Nouvelle courte : prix non décerné
- Livre non-fictif ou apparenté : prix non décerné
- Histoire graphique : Miss Marvel (Kamala Khan), Volume 1: No Normal, écrit par G. Willow Wilson, dessiné par Adrian Alphona et Jake Wyatt
- Présentation dramatique (format long) : Les Gardiens de la Galaxie, scénarisé par James Gunn et Nicole Perlman, dirigé par James Gunn
- Présentation dramatique (format court) : l'épisode Capitulation sans condition de Orphan Black, scénarisé par Graeme Manson, dirigé par John Fawcett
- Éditeur de nouvelles : prix non décerné
- Éditeur de romans : prix non décerné
- Artiste professionnel : Julie Dillon (en)
- Magazine semi-professionnel : Lightspeed (en), édité par John Joseph Adams (en), Rich Horton, Stefan Rudnicki, Wendy N. Wagner et Christie Yant
- Magazine amateur : Journey Planet, édité par James Bacon, Chris Garcia, Alissa McKersie, Colin Harris et Helen Montgomery
- Podcast amateur : Galactic Suburbia Podcast, présenté par Alisa Krasnostein, Alexandra Pierce et Tansy Rayner Roberts (en)
- Écrivain amateur : Laura J. Mixon
- Artiste amateur : Elizabeth Leggett
- Prix John-Wood-Campbell : Wesley Chu (en)

#### 2016
- Roman : La Cinquième Saison (The Fifth Season) par N. K. Jemisin
- Roman court : Binti (Binti) par Nnedi Okorafor
- Nouvelle longue : Pékin origami (en) (Folding Beijing) par Hao Jingfang
- Nouvelle courte : Des photos de chats, SVP (en) (Cat Pictures Please) par Naomi Kritzer (en)
- Livre non-fictif ou apparenté : prix non décerné
- Histoire graphique : Sandman : Ouverture (en), écrit par Neil Gaiman, dessiné par J. H. Williams III
- Présentation dramatique (format long) : Seul sur Mars, scénarisé par Drew Goddard, dirigé par Ridley Scott
- Présentation dramatique (format court) : l'épisode AKA Fais-moi un sourire de Jessica Jones, scénarisé par Jamie King, Scott Reynolds (en) et Melissa Rosenberg, dirigé par Michael Rymer
- Éditeur de nouvelles : Ellen Datlow
- Éditeur de romans : Sheila E. Gilbert
- Artiste professionnel : Abigail Larson
- Magazine semi-professionnel : Uncanny Magazine (en), édité par Lynne M. Thomas (en), Michael Damian Thomas, Michi Trota, Erika Ensign et Steven Schapansky
- Magazine amateur : File 770 (en), édité par Mike Glyer (en)
- Podcast amateur : prix non décerné
- Écrivain amateur : Mike Glyer (en)
- Artiste amateur : Steve Stiles (en)
- Prix John-Wood-Campbell : Andy Weir

#### 2017

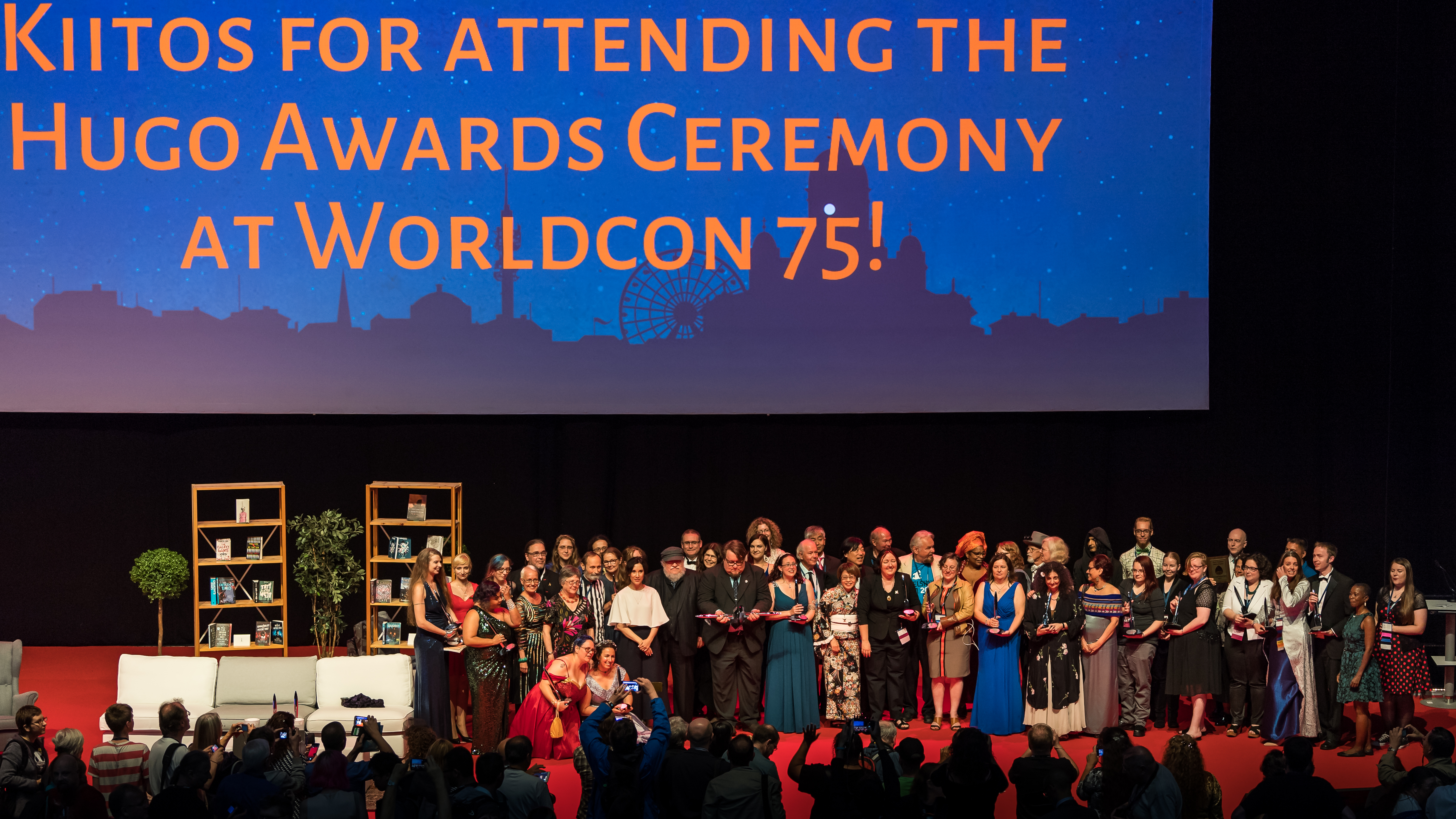
Participants de la cérémonie des prix Hugo 2017.

- Roman : La Porte de cristal (The Obelisk Gate) par N. K. Jemisin
- Roman court : Les Portes perdues (Every Heart a Doorway) par Seanan McGuire
- Nouvelle longue : The Tomato Thief (en) par Ursula Vernon
- Nouvelle courte : Seasons of Glass and Iron (en) par Amal El-Mohtar
- Série littéraire : Saga Vorkosigan par Lois McMaster Bujold
- Livre non-fictif ou apparenté : Words Are My Matter: Writings About Life and Books par Ursula K. Le Guin
- Histoire graphique : Monstress, volume 1 : L'Éveil, écrit par Marjorie Liu, dessiné par Sana Takeda
- Présentation dramatique (format long) : Premier contact, scénarisé par Eric Heisserer, réalisé par Denis Villeneuve
- Présentation dramatique (format court) : l'épisode L'Éveil du Léviathan de The Expanse, scénarisé par Mark Fergus et Hawk Ostby, dirigé par Terry McDonough
- Éditeur de nouvelles : Ellen Datlow
- Éditeur de romans : Liz Gorinsky (en)
- Artiste professionnel : Julie Dillon (en)
- Magazine semi-professionnel : Uncanny Magazine (en), édité par Lynne M. Thomas (en), Michael Damian Thomas, Michi Trota, Julia Rios, Erika Ensign et Steven Schapansky
- Magazine amateur : Lady Business, édité par Clare, Ira, Jodie, KJ, Renay et Susan
- Podcast amateur : Tea and Jeopardy, présenté par Emma Newman et Peter Newman (en)
- Écrivain amateur : Abigail Nussbaum
- Artiste amateur : Elizabeth Leggett
- Prix John-Wood-Campbell : Ada Palmer

#### 2018
- Roman : Les Cieux pétrifiés (The Stone Sky) par N. K. Jemisin
- Roman court : Défaillances systèmes (All Systems Red) par Martha Wells
- Nouvelle longue : La Vie secrète des bots (The Secret Life of Bots) par Suzanne Palmer (en)
- Nouvelle courte : Welcome to your Authentic Indian Experience™ par Rebecca Roanhorse
- Série littéraire : Cycle de Chalion (World of the Five Gods) par Lois McMaster Bujold
- Livre non-fictif ou apparenté : No Time to Spare: Thinking About What Matters par Ursula K. Le Guin
- Histoire graphique : Monstress, volume 2 : La Quête, écrit par Marjorie Liu, dessiné par Sana Takeda
- Présentation dramatique (format long) : Wonder Woman, scénarisé par Allan Heinberg, histoire par Zack Snyder, Allan Heinberg et Jason Fuchs, réalisé par Patty Jenkins
- Présentation dramatique (format court) : l'épisode Le Dilemme du tramway de The Good Place, scénarisé par Josh Siegal et Dylan Morgan, dirigé par Dean Holland (en)
- Éditeur de nouvelles : Lynne M. Thomas (en) et Michael Damian Thomas
- Éditeur de romans : Sheila E. Gilbert
- Artiste professionnel : Sana Takeda
- Magazine semi-professionnel : Uncanny Magazine (en), édité par Lynne M. Thomas (en), Michael Damian Thomas, Michi Trota et Julia Rios ; podcast produit par Erika Ensign et Steven Schapansky
- Magazine amateur : File 770 (en), édité par Mike Glyer (en)
- Podcast amateur : Ditch Diggers, présenté par Mur Lafferty et Matt Wallace
- Écrivain amateur : Sarah Gailey (en)
- Artiste amateur : Geneva Benton
- Prix de la World Science Fiction Society du meilleur livre pour jeunes adultes : Akata Warrior (Akata Warrior) par Nnedi Okorafor
- Prix John-Wood-Campbell : Rebecca Roanhorse

#### 2019
- Roman : Vers les étoiles (The Calculating Stars) par Mary Robinette Kowal
- Roman court : Schémas artificiels (Artificial Condition) par Martha Wells
- Nouvelle longue : If at First You Don't Succeed, Try, Try Again (en) par Zen Cho (en)
- Nouvelle courte : Guide sorcier de l'évasion : Atlas pratique des contrées réelles et imaginaires (A Witch’s Guide to Escape: A Practical Compendium of Portal Fantasies) par Alix E. Harrow
- Série littéraire : Les Voyageurs (Wayfarers) par Becky Chambers
- Livre non-fictif ou apparenté : Archive of Our Own, un projet de l'Organisation pour les Œuvres Transformatives
- Histoire graphique : Monstress, volume 3 : Erreur fatale, écrit par Marjorie Liu, dessiné par Sana Takeda
- Présentation dramatique (format long) : Spider-Man: New Generation, scénarisé par Phil Lord et Rodney Rothman, réalisé par Bob Persichetti, Peter Ramsey et Rodney Rothman
- Présentation dramatique (format court) : l'épisode (Les) Janet de The Good Place, scénarisé par Josh Siegal et Dylan Morgan, réalisé par Morgan Sackett
- Éditeur de nouvelles : Gardner R. Dozois
- Éditeur de romans : Navah Wolfe
- Artiste professionnel : Charles Vess
- Magazine semi-professionnel : Uncanny Magazine (en), édité par Lynne M. Thomas (en), Michael Damian Thomas et Michi Trota ; podcast produit par Erika Ensign et Steven Schapansky ; numéro spécial Disabled People Destroy Science Fiction édité par Elsa Sjunneson-Henry et Dominik Parisien
- Magazine amateur : Lady Business, édité par Ira, Jodie, KJ, Renay et Susan
- Podcast amateur : Our Opinions Are Correct, présenté par Annalee Newitz et Charlie Jane Anders
- Écrivain amateur : Foz Meadows (en)
- Artiste amateur : Likhain (Mia Sereno)
- Livre artistique : The Books of Earthsea: The Complete Illustrated Edition, illustré par Charles Vess, écrit par Ursula K. Le Guin
- Prix Lodestar du meilleur livre pour jeunes adultes : De sang et de rage (Children of Blood and Bone) par Tomi Adeyemi
- Prix John-Wood-Campbell : Jeannette Ng

### Années 2020
| Sommaire : | - Haut - 2020 - 2021 - 2022 - 2023 - 2024 - 2025 |

#### 2020
- Roman : Un souvenir nommé empire (A Memory Called Empire) par Arkady Martine
- Roman court : Les Oiseaux du temps (This Is How You Lose the Time War) par Amal El-Mohtar et Max Gladstone
- Nouvelle longue : Emergency Skin par N. K. Jemisin
- Nouvelle courte : As the Last I May Know par S. L. Huang
- Série littéraire : The Expanse (The Expanse) par James S. A. Corey
- Livre non-fictif ou apparenté : 2019 John W. Campbell Award Acceptance Speech par Jeannette Ng
- Histoire graphique : LaGuardia, écrit par Nnedi Okorafor, dessiné par Tana Ford, couleurs par James Devlin
- Présentation dramatique (format long) : Good Omens, créée par Neil Gaiman
- Présentation dramatique (format court) : l'épisode La Réponse de The Good Place (The Answer), scénarisé par Valeria Migliassi Collins, réalisé par Dan Schofield
- Éditeur de nouvelles : Ellen Datlow
- Éditeur de romans : Navah Wolfe
- Artiste professionnel : John Picacio (en)
- Magazine semi-professionnel : Uncanny Magazine (en), édité par Lynne M. Thomas (en), Michael Damian Thomas, Michi Trota et Chimedum Ohaegbu ; podcast produit par Erika Ensign et Steven Schapansky
- Magazine amateur : The Book Smugglers, édité par Ana Grilo et Thea James
- Podcast amateur : Our Opinions Are Correct, présenté par Annalee Newitz et Charlie Jane Anders
- Écrivain amateur : Bogi Takács
- Artiste amateur : Elise Matthesen (en)
- Prix Lodestar du meilleur livre pour jeunes adultes : Catfishing on CatNet par Naomi Kritzer (en)
- Prix Astounding : R. F. Kuang

#### 2021
- Roman : Effet de réseau (Network Effect) par Martha Wells
- Roman court : L'Impératrice du Sel et de la Fortune (The Empress of Salt and Fortune) par Nghi Vo
- Nouvelle longue : Deux vérités, un mensonge (Two Truths and a Lie) par Sarah Pinsker
- Nouvelle courte : Metal Like Blood in the Dark par T. Kingfisher
- Série littéraire : Journal d'un AssaSynth (The Murderbot Diaries) par Martha Wells
- Livre non-fictif ou apparenté : Beowulf: A New Translation par Maria Dahvana Headley (en)
- Histoire graphique : Parable of the Sower: A Graphic Novel Adaptation, adapté par Damian Duffy d'après le roman d'Octavia E. Butler, dessiné par John Jennings
- Présentation dramatique (format long) : The Old Guard (The Old Guard), film réalisé par Gina Prince-Bythewood, écrit par Greg Rucka
- Présentation dramatique (format court) : The Good Place : Quand vous êtes prêts (Whenever You’re Ready), épisode écrit et réalisé par Michael Schur
- Éditeur de nouvelles : Ellen Datlow
- Éditeur de romans : Diana M. Pho
- Artiste professionnel : Rovina Cai
- Magazine semi-professionnel : FIYAH Magazine of Black Speculative Fiction (en), édité par Troy L. Wiggins, rédacteurs en chef DaVaun Sanders et Eboni Dunbar, chargé de la poésie Brandon O’Brien, critiques et réseaux sociaux Brent Lambert, directeur artistique L. D. Lewis ainsi que l'équipe du FIYAH
- Magazine amateur : nerds of a feather, flock together, édité par Adri Joy, Joe Sherry, The G et Vance Kotrla
- Podcast amateur : The Coode Street Podcast, présenté par Jonathan Strahan et Gary K. Wolfe, produit par Jonathan Strahan
- Écrivain amateur : Elsa Sjunneson (en)
- Artiste amateur : Sara Felix
- Prix Lodestar du meilleur livre pour jeunes adultes : Guide pratique pour boulangère magique (A Wizard’s Guide to Defensive Baking) par T. Kingfisher
- Prix Astounding : Emily Tesh
- Jeu vidéo : Hades, développé et publié par Supergiant Games[52]

#### 2022
- Roman : Une désolation nommée paix (A Desolation Called Peace) par Arkady Martine
- Roman court : Un psaume pour les recyclés sauvages (A Psalm for the Wild-Built) par Becky Chambers
- Nouvelle longue : Les Bots de l’arche perdue (Bots of the Lost Ark) par Suzanne Palmer (en)
- Nouvelle courte : Where Oaken Hearts Do Gather par Sarah Pinsker
- Série littéraire : Les Enfants indociles (Wayward Children) par Seanan McGuire
- Livre non-fictif ou apparenté : Never Say You Can’t Survive par Charlie Jane Anders
- Histoire graphique : Far Sector (Far Sector, écrit par N. K. Jemisin, dessiné par Jamal Campbell
- Présentation dramatique (format long) : Dune (Dune), film réalisé par Denis Villeneuve, écrit par Eric Roth, Jon Spaihts et Denis Villeneuve d'après le roman de Frank Herbert
- Présentation dramatique (format court) : The Expanse : Les Jeux de Némésis (Nemesis Games), épisode écrit par Daniel Abraham, Ty Franck et Naren Shankar (en), réalisé par Breck Eisner
- Éditeur de nouvelles : Neil Clarke (en)
- Éditeur de romans : Ruoxi Chen
- Artiste professionnel : Rovina Cai
- Magazine semi-professionnel : Uncanny Magazine (en), édité par Lynne M. Thomas (en), Michael Damian Thomas, Michi Trota, Chimedum Ohaegbu et Elsa Sjunneson (en) ; podcast produit par Erika Ensign et Steven Schapansky
- Magazine amateur : Small Gods, édité par Lee Moyer (en) et Seanan McGuire
- Podcast amateur : Our Opinions Are Correct, présenté par Annalee Newitz, Charlie Jane Anders et Veronica Simonetti
- Écrivain amateur : Cora Buhlert
- Artiste amateur : Lee Moyer
- Prix Lodestar du meilleur livre pour jeunes adultes : Promotion funeste (The Last Graduate) par Naomi Novik
- Prix Astounding : Shelley Parker-Chan

#### 2023
- Roman : Nettle and Bone : Comment tuer un prince (Nettle & Bone) par T. Kingfisher
- Roman court : Where the Drowned Girls Go par Seanan McGuire
- Nouvelle longue : The Space-Time Painter par Hai Ya
- Nouvelle courte : Rabbit Test par Samantha Mills
- Série littéraire : Dans la toile du temps (Children of Time Series) par Adrian Tchaikovsky
- Livre non-fictif ou apparenté : Terry Pratchett: A Life With Footnotes par Rob Wilkins
- Histoire graphique : Cyberpunk 2077: Big City Dreams (Cyberpunk 2077: Big City Dreams), écrit par Bartosz Sztybor, dessiné par Filipe Andrade, Alessio Fioriniello, Roman Titov et Krzysztof Ostrowski
- Présentation dramatique (format long) : Everything Everywhere All at Once (Everything Everywhere All at Once), film coécrit et coréalisé par Daniel Kwan et Daniel Scheinert
- Présentation dramatique (format court) : The Expanse : Les Cendres de Babylone (Babylon’s Ashes), épisode écrit par Daniel Abraham, Ty Franck et Naren Shankar (en), réalisé par Breck Eisner
- Éditeur de nouvelles : Neil Clarke (en)
- Éditeur de romans : Lindsey Hall
- Artiste professionnel : Enzhe Zhao
- Magazine semi-professionnel : Uncanny Magazine (en), édité par les rédacteurs en chef Lynne M. Thomas (en) et Michael Damian Thomas, éditeur chargé de la poésie Chimedum Ohaegbu, rédacteur en chef Monte Lin ; éditeur chargé des essais Meg Elison, podcast produit par Erika Ensign et Steven Schapansky
- Magazine amateur : Zero Gravity Newspaper, édité par RiverFlow et Ling Shizhen
- Podcast amateur : Hugo, Girl! par Haley Zapal, Amy Salley, Lori Anderson et Kevin Anderson
- Écrivain amateur : Chris M. Barkley
- Artiste amateur : Richard Man
- Prix Lodestar du meilleur livre pour jeunes adultes : Akata Woman (Akata Woman) par Nnedi Okorafor
- Prix Astounding : Travis Baldree (en)
- Prix du grand cœur : Bobbie Armbruster

#### 2024
- Roman : La Gloire à tout prix (Some Desperate Glory) par Emily Tesh
- Roman court : Thornhedge par T. Kingfisher
- Nouvelle longue : The Year Without Sunshine par Naomi Kritzer (en)
- Nouvelle courte : Better Living Through Algorithms par Naomi Kritzer (en)
- Série littéraire : Les Chroniques du Radch (Imperial Radch) par Ann Leckie
- Livre non-fictif ou apparenté : A City on Mars par Kelly Weinersmith et Zach Weinersmith
- Histoire graphique : Saga : Tome 11 (Volume Eleven), écrit par Brian K. Vaughan, dessiné par Fiona Staples
- Présentation dramatique (format long) : Donjons et Dragons : L'Honneur des voleurs (Dungeons & Dragons: Honor Among Thieves), film écrit et réalisé par John Francis Daley et Jonathan Goldstein
- Présentation dramatique (format court) : The Last of Us : Longtemps… (Long, Long Time), épisode écrit par Craig Mazin, réalisé par Peter Hoar (en)
- Éditeur de nouvelles : Neil Clarke (en)
- Éditeur de romans : Ruoxi Chen
- Artiste professionnel : Rovina Cai
- Magazine semi-professionnel : Strange Horizons, édité par le collectif éditorial de Strange Horizons
- Magazine amateur : Nerds of a feather, flock together, édité par Roseanna Pendlebury, Arturo Serrano, Paul Weimer, Joe Sherry, Adri Joy, G. Brown et Vance Kotrla
- Podcast amateur : Octothorpe par John Coxon, Alison Scott et Liz Batty
- Écrivain amateur : Paul Weimer
- Artiste amateur : Laya Rose
- Prix Lodestar du meilleur livre pour jeunes adultes : To Shape a Dragon’s Breath par Moniquill Blackgoose
- Prix Astounding : Xiran Jay Zhao
- Jeu vidéo ou jeu interactif : Baldur's Gate III, développé et publié par Larian Studios[53]

#### 2025
- Roman : The Tainted Cup par Robert Jackson Bennett
- Roman court : Défense d'extinction (The Tusks of Extinction) par Ray Nayler
- Nouvelle longue : The Four Sisters Overlooking the Sea par Naomi Kritzer (en)
- Nouvelle courte : Stitched to Skin Like Family Is par Nghi Vo
- Série littéraire : Entre terre et ciel (en) (Between Earth and Sky) par Rebecca Roanhorse
- Livre non-fictif ou apparenté : Speculative Whiteness: Science Fiction and the Alt-Right par Jordan S. Carroll
- Histoire graphique : Star Trek: Lower Decks: Warp Your Own Way, écrit par Ryan North, dessiné par Chris Fenoglio
- Présentation dramatique (format long) : Dune, deuxième partie (Dune: Part Two), film réalisé par Denis Villeneuve, écrit par Jon Spaihts et Denis Villeneuve d'après le roman de Frank Herbert
- Présentation dramatique (format court) : Star Trek: Lower Decks : La Prochaine Nouvelle Génération (The New Next Generation), épisode écrit par Mike McMahan (en), réalisé par Megan Lloyd
- Éditeur de nouvelles : Neil Clarke (en)
- Éditeur de romans : Diana M. Pho
- Artiste professionnel : Alyssa Winans
- Magazine semi-professionnel : Uncanny Magazine (en), édité par les rédacteurs en chef Lynne M. Thomas (en) et Michael Damian Thomas, éditeur chargé de la poésie Betsy Aoki, rédacteur en chef Monte Lin ; podcast produit par Erika Ensign et Steven Schapansky
- Magazine amateur : Black Nerd Problems, édité par William Evans et Omar Holmon
- Podcast amateur : Eight Days of Diana Wynne Jones par Emily Tesh et Rebecca Fraimow
- Écrivain amateur : Abigail Nussbaum
- Artiste amateur : Sara Felix
- Poème : A War of Words par Marie Brennan
- Prix Lodestar du meilleur livre pour jeunes adultes : Sheine Lende par Darcie Little Badger
- Prix Astounding : Moniquill Blackgoose
- Jeu vidéo ou jeu interactif : Caves of Qud par Brian Bucklew et Jason Grinblat (contribution par Nick DeCapua, Corey Frang, Craig Hamilton, Autumn McDonell, Bastia Rosen, Caelyn Sandel, Samuel Wilson (Freehold Games) ; conception sonore A Shell in the Pit ; publié par Kitfox Games (en)